# Siegbert Tarrasch
Siegbert Tarrasch (né le 5 mars 1862 à Breslau, province de Silésie – mort le 17 février 1934 à Munich) était l'un des meilleurs joueurs d'échecs de la fin du XIXe siècle et du début du XXe siècle.
Surnommé le Praeceptor Germaniae (« professeur de l'Allemagne »), Tarrasch, qui était juif, se convertit au luthéranisme en 1909. Cependant, bien qu'il fût un patriote allemand et qu'il perdît un fils durant la Première Guerre mondiale, il eut à souffrir de l'antisémitisme des nazis.

## Carrière échiquéenne

### Années de formation

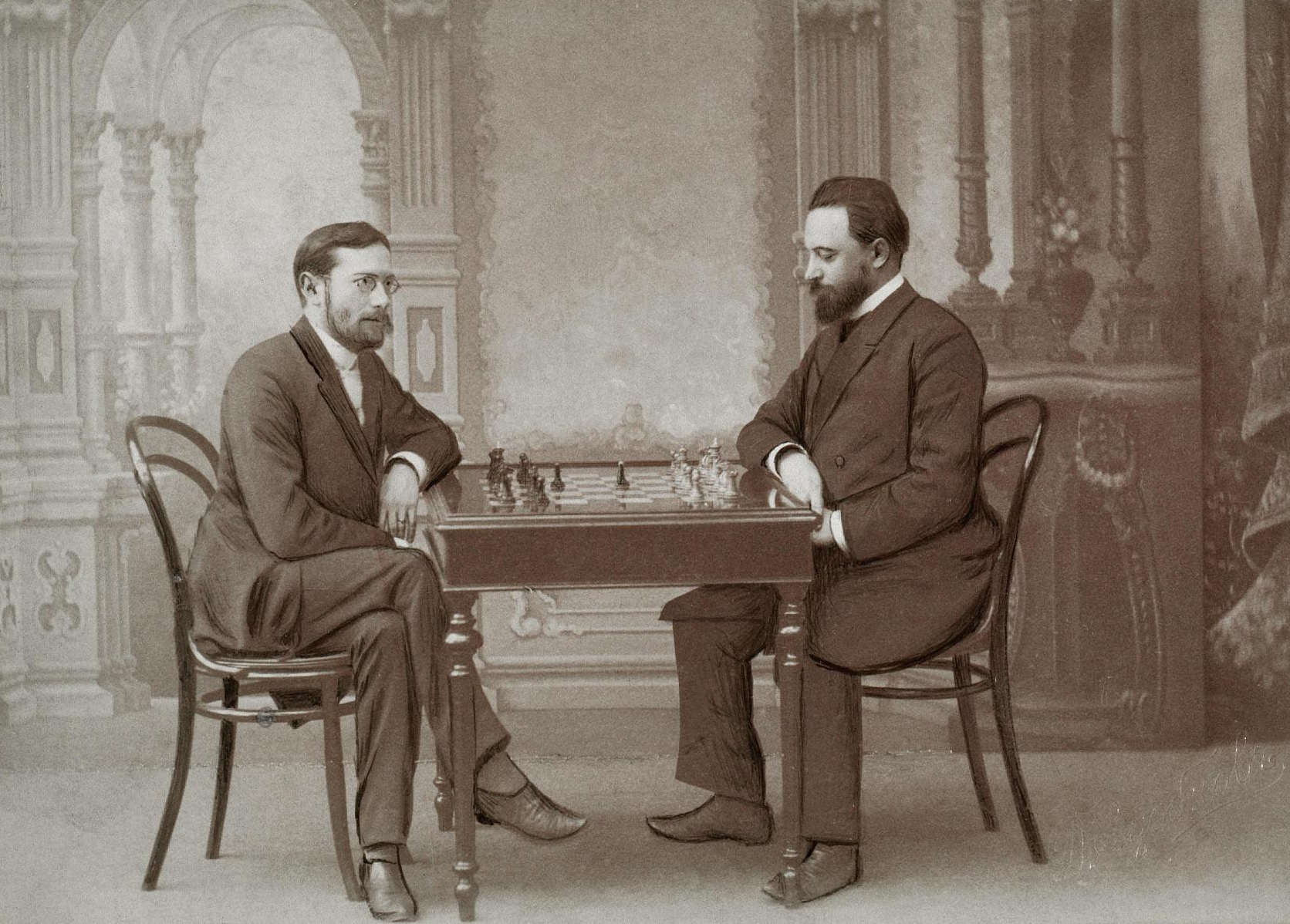
Tarrasch (à gauche) face à Mikhaïl Tchigorine lors du match de 1893.

Tarrasch termine ses études secondaires entreprises au lycée Sainte-Élisabeth de Breslau en 1880, puis il étudie la médecine à l'université de Breslau et exerce en tant que médecin. Il remporte son premier tournoi d'échecs en 1883 à Nuremberg. Il remporte par la suite quatre grands tournois les uns après les autres : les congrès allemands de Breslau en 1889, Dresde en 1892 et Leipzig en 1894, ainsi que le congrès britannique de Manchester en 1890. Au début des années 1890, il devient l'un des meilleurs joueurs mondiaux.
En 1893, Tarrasch fait match nul contre son challenger Mikhaïl Tchigorine dans une rencontre difficile (+9 -9 =4 ; 9 victoires, 9 défaites et 4 parties nulles).

### Victoires dans les tournois internationaux (1898–1907)
En 1893, Tarrasch ne peut profiter d'une proposition de jouer pour le titre mondial contre un Wilhelm Steinitz vieillissant, en raison des exigences de sa pratique médicale. De 1895 à 1898, il remporte trois victoires contre Steinitz lors des tournois internationaux, mais manque sa chance de disputer un championnat du monde. Un an plus tard, en 1894, une fois Emanuel Lasker devenu champion du monde d'échecs, Tarrasch ne peut l'affronter pour diverses raisons[pas clair].
En 1895, Tarrasch termine quatrième du tournoi d'Hastings, remporté par Pillsbury. L'année suivante, il ne participe pas au tournoi de Saint-Pétersbourg 1896, qui réunissait les meilleurs joueurs du monde : Lasker, Pillsbury, Steinitz et Tchigorine. En 1898, Tarrasch remporte le tournoi de Vienne après un match de départage contre Pillsbury déjà malade. En 1903, il gagne à Monte-Carlo et en 1907 à Ostende. Cependant, le champion du monde Emanuel Lasker était absent de ces tournois. Le maître américain Fred Reinfeld écrit : « Par la suite, Tarrasch a toujours joué les seconds violons »[réf. souhaitée].

### Championnat du monde contre Lasker (1908)

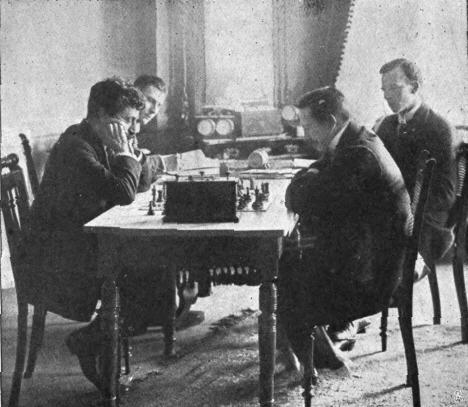
Emanuel Lasker contre Tarrasch en 1908.

En 1908, lorsque Emanuel Lasker accepte enfin de mettre en jeu son titre de champion du monde, il vainc nettement Tarrasch avec 5 points d'avance (+8 -3 =5). Néanmoins, Tarrasch restera très fort sous le règne de Lasker, battant Frank James Marshall lors d'un match en 1905 (+8 -1 =8), et devenant l'un des cinq finalistes du très fort tournoi de Saint-Pétersbourg 1914. Ce fut probablement son chant du cygne, car sa carrière échiquéenne ne fut plus très brillante après cela, bien qu'il ait continué à jouer des parties très appréciées.

## Enseignements aux échecs

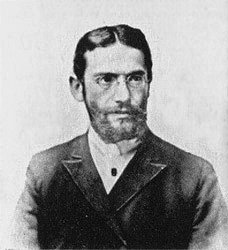
Siegbert Tarrasch.

### Publications
Siegbert Tarrasch a écrit quelques livres, dont Die moderne Schachpartie et Dreihundert Schachpartien, mais il semble que jusqu'à présent seul son Das Schachspiel (1931) ait été traduit en français — sous le titre Traité pratique du jeu d'échecs : À l'usage des amateurs et des spécialistes — bien que ses idées soient devenues célèbres.
Le Traité fut son dernier livre et un grand succès. Dans l'avant-propos de cet ouvrage, Tarrasch déclare : « J'affirme que si l'on ignore les échecs, il est impossible de les apprendre dans les manuels antérieurement publiés, tout simplement parce que la façon dont ceux-ci enseignent les principes fondamentaux est aussi défectueuse, à mon avis, que celle consistant à enseigner une langue à un enfant en commençant par un exposé de la grammaire. Ma méthode est complètement différente, elle est analogue à celle qu'emploie la maman pour enseigner les rudiments du langage à son enfant. Je joue moi-même avec le débutant en lui présentant des situations extrêmement simples et en leur appliquant, tout en les expliquant, les principes fondamentaux du jeu. C'est donc un enseignement par l'exemple ». Cette méthodologie régit l'ensemble du livre.

### Écrits théoriques
Siegbert Tarrasch est connu pour ses écrits théoriques concernant les échecs ; il était d’ailleurs surnommé le Praeceptor Germaniae (le « professeur de l'Allemagne », surnom du théologien protestant Melanchthon). Ses conceptions du jeu étaient somme toute dogmatiques ; il affirma ainsi : « De même que Voltaire ne pouvait écrire sans son chat à ses côtés, je ne peux jouer aux échecs sans mon fou du roi ».
Tarrasch a notamment développé les idées de Wilhelm Steinitz (contrôle du centre, paire de fous, avantage spatial) à un très haut degré de raffinement. Il attachait beaucoup plus d'importance à la mobilité des pièces que Steinitz, et détestait les positions fermées, affirmant qu'elles « contenaient le germe de la défaite ». Tarrasch énonce ce qui est maintenant appelé la « règle de Tarrasch » (en), suivant laquelle les tours doivent être placées derrière les pions passés — les siens propres ou ceux de son adversaire. Andrew Soltis cite Tarrasch qui déclare : « Placez toujours la tour derrière le pion... sauf lorsqu'il n'est pas correct de jouer ainsi. » (Soltis 1997:129).

### Désaccords avec l’École hypermoderne
Tarrasch fut une cible importante de l'École hypermoderne menée par Richard Réti, Aaron Nimzowitsch et Xavier Tartakover, qui considérait ses idées comme dogmatiques. Cependant, de nombreux maîtres modernes ne trouvent pas le jeu de Tarrasch si dogmatique[réf. nécessaire]. Par exemple, Tarrasch a commenté sa victoire dans la partie qui suit :
Paulsen — Tarrasch, Nuremberg 1888

Défense française, variante d'avance :

1. e4 e6 2. d4 d5 3. e5 c5 4. c3 Cc6 5. Cf3 Db6 6. Fd3

(Tarrasch donne ici un point d'exclamation à son prochain coup 6. ...cxd4, et souligne que 6. ...Fd7 permet 7. dxc5 avec une bonne situation. Malgré cela, on a attribué à Nimzowitsch une grande inventivité, à la fois anti-dogmatique et hypermoderne, lorsqu'il a joué ce coup contre Henryk Salwe, quasiment un quart de siècle plus tard à Karlovy Vary en 1911)

6. ...cxd4 7. cxd4 Fd7 8. Fe2 Cge7 9. b3 Cf5 10. Fb2 Fb4+ 11. Rf1 Fe7 12. g3 a5 13. a4 Tc8 14. Fb5 Cb4 15. Fxd7+ Rxd7 16. Cc3 Cc6 17. Cb5 Ca7 18. Cxa7 Dxa7 19. Dd3 Da6 20. Dxa6 bxa6 21. Rg2 Tc2 22. Fc1 Tb8 23. Tb1 Tc3 24. Fd2 Tcxb3 25. Txb3 Txb3 26. Fxa5 Tb2 27. Fd2 Fb4 28. Ff4 h6 29. g4 Ce7 30. Ta1 Cc6 31. Fc1 Tc2 32. Fa3 Tc4 33. Fb2 Fc3 34. Fxc3 Txc3 35. Tb1 Rc7 36. g5 Tc4 37. gxh6 gxh6 38. a5 Ta4 39. Rg3 Txa5 40. Rg4 Ta3 41. Td1 Tb3 42. h4 Ce7 43. Ce1 Cf5 44. Cd3 a5 45. Cc5 Tc3 46. Tb1 Cxd4 47. Ca6+ Rd8 48. Tb8+ Tc8 49. Tb7 Re8 50. Cc7+ Rf8 51. Cb5 Cxb5 52. Txb5 Ta8 53. f4 a4 54. Tb1 a3 55. f5 a2 56. Ta1 Ta4+ 57. Rh5 Rg7 58. fxe6 fxe6 59. Tg1+ Rh8 60. Ta1 Rh7 61. Tg1 a1=D 62. Tg7+ Rh8  0-1

### Contribution à la théorie des ouvertures
Nombre d'ouvertures d'échecs sont associées à Siegbert Tarrasch, dont les principales sont :
- La défense Tarrasch, variante favorite de Tarrasch contre le Gambit Dame : 1. d4 d5 2. c4 e6 3. Cc3 c5.
- La variante Tarrasch de la défense française (3. Cd2), que Tarrasch considérait réfutée par 3...c5[5].

Ces deux ouvertures peuvent conduire à un pion d isolé pour les Noirs, ce que ne réprouvait pas Tarrasch, bien au contraire.

## Palmarès
Sources :
- (en) Fred Reinfeld, Tarrasch's best games of chess, 1947, Éd. Dover, 1960, p. xxi-xxii
- (en) fiche de Tarrasch sur le site edochess[7]

### 1881-1898
De 1887 à 1892, Tarrasch remporta des matchs contre Kurschner à Nuremberg : 7-0 en 1887, 11-0 en 1889, 4-0 en 1891, 3-0 en 1892. En 1889, il remporta un match contre Eckhart à Nuremberg sur le score de 6-0.
| Année | Vainqueur ou ex æquo | Deuxième à huitième |  |
| ----- | --- | --- |  |
| 1881  | Berlin (tournoi libre) : 6 / 7 (+6 –1 =0) (ex æquo avec Bertold Lasker) Match de départage contre Bertold Lasker : 1-1 (+1 -1 =0) | Berlin (3e) : 1 / 3 (+1 –2 =0) (victoire de Curt von Bardeleben devant Bertold Lasker) (groupe IV des non-maîtres du 2e congrès allemand)                                                |  |
|       | | |  |
| 1883  | Nuremberg (3e congrès allemand) : 3,5 / 5 (+3 -1 =1) (finale du tournoi des non-maîtres)                                          | Nuremberg (2e après Riccardo-Rocamora) : 5 / 7 (+5 -2 =0) (3e congrès allemand, groupe C des non-maîtres)                                                                                |  |
|       | | |  |
| 1885  | | Hambourg (2e-6e derrière Gunsberg) : 11,5 / 17 (+11 -5 =1) (4e congrès allemand, tournoi des maîtres) (ex æquo avec Blackburne, Weiss, Mason et Englisch)                                |  |
|       | | |  |
| 1887  | | Francfort (5e-6e) : 12 / 20 (+11 -7 =2) (5e congrès allemand) (victoire de Mackenzie devant Blackburne et Weiss)                                                                         |  |
| 1888  | Nuremberg (2e congrès bavarois) : 6 / 10 (+5 -3 =2) (devant von Gottschall, Mieses, Harmonist et Paulsen)                         | Leipzig (7e) : 2 / 7 (+2 -5 =0) (tournoi national) (victoire de Bardeleben et Riemann devant Mieses)                                                                                     |  |
| 1889  | Breslau (6e congrès allemand) : 13 / 17 (+9 =8) (devant Burn et Mieses)                                                           | |  |
| 1890  | Manchester (6e congrès britannique) : 15,5 / 19 (+12 =7) (devant Blackburne, Bird, Mackenzie, Gunsberg et Mason)                  | |  |
| 1891  | (Nuremberg) Matchs contre Harmonist : 2–0 et contre Taubenhaus : 6,5–1,5 (+6 -1 =1)                                               | |  |
| 1892  | Dresde (7e congrès allemand) : 12 / 16 (+9 -1 =6)                                                                                 | |  |
| 1893  | (Saint-Pétersbourg) Match contre Tchigorine : 11-11 (+9 -9 =4)                                                                    | (Saint-Pétersbourg) Match contre Tchigorine : 11-11 (+9 -9 =4) |  |
| 1894  | Leipzig (9e congrès allemand) : 13,5 / 17 (+13 -3 =1) (Nuremberg) Match contre Walbrodt : 7,5-0,5 (+7 -0 =1)                      | |  |
| 1895  | | Hastings (4e) : 14 / 21 (+12 -5 =4) (tournoi remporté par Pillsbury devant Tchigorine et Lasker)                                                                                         |  |
| 1896  | | Nuremberg (3e-4e) : 12 / 18 (+9 -3 =6) (tournoi remporté par Lasker devant Maroczy et Pillsbury)Budapest (8e) : 6 / 12 (+4 -4 =4) (victoire de Tchigorine au départage devant Charousek) |  |
|       | | |  |
| 1898  | Vienne : 27,5 / 36 (+21 -2 =13) (ex æquo avec Pillsbury) Match de départage contre Pillsbury : 2,5-1,5 (+2 -1 =1)                 | |  |

### 1902-1916: prétendant au championnat du monde
Tarrasch est absent des très forts tournois de Saint-Pétersbourg 1895-1896, Londres 1899, Paris 1900, Cambridge Springs 1904 et Saint-Pétersbourg 1909, auxquels participait le champion du monde Emanuel Lasker.
| Année | Vainqueur ou ex æquo                                | Deuxième à dixième |
| ----- | --------------------------------------------------- | --- |
| 1902  |                                                     | Monte-Carlo (5e-7e) : 12 / 19 (15 / 24, +11 -5 =8) (tournoi remporté par Maroczy : 14,75 / 19, devant Pillsbury et Janowski) |
| 1903  | Monte Carlo : 20 / 26 (+17 -3 =6)                   | |
|       |                                                     | |
| 1905  | (Nuremberg) Match contre Marshall : 12-5 (+8 -1 =8) | Ostende (2e-3e) : 18 / 26 (+14 -4 =8) (tournoi remporté par Maroczy devant Janowski) |
| 1906  |                                                     | Nuremberg (10e) : 7,5 / 16 (+3 -4 =9) (15e congrès allemand) (tournoi remporté par Marshall devant Duras, Forgacs et Schlechter) |
| 1907  | Ostende : 12,5 / 20 (+8 -3 =9)                      | |
| 1908  |                                                     | Championnat du monde contre Emanuel Lasker (Düsseldorf et Munich) : 5,5-10,5 (+3 -8 =5) |
|       |                                                     | |
| 1910  |                                                     | Hambourg (10e) : 8 / 16 (+5 -5 =6) (17e congrès allemand) (tournoi remporté par Schlechter devant Duras, Nimzowitsch et Marshall) |
| 1911  | (Cologne) Match contre Schlechter : 8-8 (+3 -3 =10) | Saint-Sébastien (5e-6e) : 7 / 14 (+3 -3 =8) (tournoi remporté par Capablanca devant Rubinstein et Vidmar) |
| 1912  |                                                     | Saint-Sébastien (4e) : 8,5 / 18 (+5 -6 =7) (tournoi remporté par Rubinstein devant Nimzowitsch et Spielmann)Breslau (4e-5e) : 11,5 / 17 (+9 -4 =4) (18e congrès allemand) (tournoi remporté par Duras et Rubinstein devant Teichmann) |
|       |                                                     | |
| 1914  |                                                     | Saint-Pétersbourg (4e) : 8,5 / 18 (+5 -6 =7) (tournoi remporté par Lasker) Premier tour (2e-3e) : 6,5 / 10 (+4 -1 =5) ; finale (4e-5e) : 2 / 8 (+1 -5 =2) (tournoi préliminaire remporté par Capablanca devant Lasker)Manheim (8e-9e) : 5,5 / 11 (+4 -4 =3) (19e congrès allemand) (tournoi interrompu par la guerre, alors que Alekhine menait : 9,5 / 11) |
|       |                                                     | |
| 1916  | (Berlin) Match contre Mieses : 9-4 (+7 -2 =4)       | (Berlin) Match contre Lasker : 0,5-5,5 (+0 -5 =1) |

### 1918-1928: fin de carrière
| Année | Tournoi, classement et score                               | Vainqueur(s)                                                               |  |
| ----- | ---------------------------------------------------------- | -------------------------------------------------------------------------- |  |
| 1918  | Berlin (4e) : 1,5 / 6 (+0 -3 =3)                           | tournoi remporté par Lasker devant Rubinstein et Schlechter                |  |
| 1918  |                                                            |                                                                            |  |
| 1920  | Berlin (5e-7e) : 4,5 / 9 (+4 -4 =1)                        | tournoi remporté par Breyer devant Tartakover et Bogoljubov                |  |
| 1920  | Göteborg (4e-7e) : 7,5 / 13 (+5 -3 =5)                     | tournoi remporté par Réti devant Rubinstein et Bogoljubov                  |  |
|       |                                                            |                                                                            |  |
| 1922  | Pistyan (11e) : 8,5 / 18 (+5 -6 =7)                        | victoire de Bogoljubov devant Alekhine, Spielmann, Grünfeld et Réti        |  |
| 1922  | Hastings (5e) : 4 / 10 (+1 -3 =6)                          | tournoi remporté par Alekhine devant Rubinstein, Bogoljubov et Thomas      |  |
| 1922  | Tœplitz-Schœnau (13e) : 5 / 13 (+1 -4 =8)                  | tournoi remporté par Réti et Spielmann devant Grünfeld et Tartakover       |  |
| 1922  | Vienne (Autriche) (4e-6e) : : 9 / 14 (+6 -2 =6)            | tournoi remporté par Rubinstein devant Tartakover, Wolf et Alekhine        |  |
| 1923  | Amsterdam (4e) : 0,5 / 3                                   | tournoi VAS remporté par Max Euwe devant Speyer et Weenink                 |  |
| 1923  | Karlsbad (11e) : 8 / 17 (+5 -6 =6)                         | victoire de Alekhine, Bogoljubov et Maroczy devant Grünfeld et Réti        |  |
| 1923  | Mährisch-Ostrau (7e-8e) : 6,5 / 13 (+4 -4 =5)              | tournoi remporté par Lasker devant Réti et Grünfeld                        |  |
| 1923  | Trieste (4e) : 7 / 11 (+5 -3 =4)                           | tournoi remporté par Paul Johner devant Canal et Yates                     |  |
| 1924  | Merano (10e) : 6 / 13 (+2 -3 =8)                           | tournoi remporté par Grünfeld devant Spielmann et Rubinstein               |  |
| 1925  | Baden-Baden (16e-17e) : 7,5 / 20 (+3 -8 =9)                | victoire de Alekhine devant Rubinstein, Sämisch, Bogoljubov et Marshall    |  |
| 1925  | Breslau (10e) : 3,5 / 11 (+1 -5 =5) (25e congrès allemand) | victoire de Bogoljubov devant Nimzowitsch et Rubinstein                    |  |
| 1926  | Semmering (6e-7e) : 10 / 17 (+8 -5 =4)                     | victoire de Spielmann devant Alekhine, Vidmar, Nimzowitsch et Tartakover   |  |
| 1927  | Olympiade de Londres : 8,5 / 15 (+4 -2 =9)                 | médailles d'or remportées par Thomas et Norman-Hansen devant Réti (bronze) |  |
| 1928  | Bad Kissingen : 4 / 12 (+0 -4 =8)                          | tournoi remporté par Bogoljubov devant Capablanca, Rubinstein et Euwe      |  |

À la fin de l'année 1928, Tarrasch se retira du tournoi de Berlin après trois parties perdues. Le tournoi est remporté par José Raúl Capablanca.

### Tournois thématiques (1922)
En 1922, Tarrasch remporta deux petits tournois thématiques sur le score de 3,5 / 4 (+3 =1) :
- Mannheim (tournoi à trois joueurs), devant Leonhardt et Mieses, sur le thème de l'ouverture de Saragosse
- La Haye, devant Max Euwe.

## Combinaisons notoires
|   | a | b | c | d | e | f | g | h |   |
| 8 | Tour noire sur case blanche c8 · Tour noire sur case blanche g8 · Dame noire sur case blanche d7 · Pion noir sur case blanche h7 · Pion noir sur case blanche a6 · Fou noir sur case noire h6 · Pion blanc sur case noire a5 · Roi noir sur case blanche b5 · Pion noir sur case noire c5 · Fou blanc sur case noire e5 · Pion noir sur case noire b4 · Pion noir sur case noire d4 · Pion blanc sur case noire f4 · Pion blanc sur case blanche b3 · Pion blanc sur case blanche d3 · Dame blanche sur case blanche f3 · Tour blanche sur case blanche c2 · Pion blanc sur case blanche g2 · Pion blanc sur case noire h2 · Tour blanche sur case noire c1 · Roi blanc sur case noire g1 | Tour noire sur case blanche c8 · Tour noire sur case blanche g8 · Dame noire sur case blanche d7 · Pion noir sur case blanche h7 · Pion noir sur case blanche a6 · Fou noir sur case noire h6 · Pion blanc sur case noire a5 · Roi noir sur case blanche b5 · Pion noir sur case noire c5 · Fou blanc sur case noire e5 · Pion noir sur case noire b4 · Pion noir sur case noire d4 · Pion blanc sur case noire f4 · Pion blanc sur case blanche b3 · Pion blanc sur case blanche d3 · Dame blanche sur case blanche f3 · Tour blanche sur case blanche c2 · Pion blanc sur case blanche g2 · Pion blanc sur case noire h2 · Tour blanche sur case noire c1 · Roi blanc sur case noire g1 | Tour noire sur case blanche c8 · Tour noire sur case blanche g8 · Dame noire sur case blanche d7 · Pion noir sur case blanche h7 · Pion noir sur case blanche a6 · Fou noir sur case noire h6 · Pion blanc sur case noire a5 · Roi noir sur case blanche b5 · Pion noir sur case noire c5 · Fou blanc sur case noire e5 · Pion noir sur case noire b4 · Pion noir sur case noire d4 · Pion blanc sur case noire f4 · Pion blanc sur case blanche b3 · Pion blanc sur case blanche d3 · Dame blanche sur case blanche f3 · Tour blanche sur case blanche c2 · Pion blanc sur case blanche g2 · Pion blanc sur case noire h2 · Tour blanche sur case noire c1 · Roi blanc sur case noire g1 | Tour noire sur case blanche c8 · Tour noire sur case blanche g8 · Dame noire sur case blanche d7 · Pion noir sur case blanche h7 · Pion noir sur case blanche a6 · Fou noir sur case noire h6 · Pion blanc sur case noire a5 · Roi noir sur case blanche b5 · Pion noir sur case noire c5 · Fou blanc sur case noire e5 · Pion noir sur case noire b4 · Pion noir sur case noire d4 · Pion blanc sur case noire f4 · Pion blanc sur case blanche b3 · Pion blanc sur case blanche d3 · Dame blanche sur case blanche f3 · Tour blanche sur case blanche c2 · Pion blanc sur case blanche g2 · Pion blanc sur case noire h2 · Tour blanche sur case noire c1 · Roi blanc sur case noire g1 | Tour noire sur case blanche c8 · Tour noire sur case blanche g8 · Dame noire sur case blanche d7 · Pion noir sur case blanche h7 · Pion noir sur case blanche a6 · Fou noir sur case noire h6 · Pion blanc sur case noire a5 · Roi noir sur case blanche b5 · Pion noir sur case noire c5 · Fou blanc sur case noire e5 · Pion noir sur case noire b4 · Pion noir sur case noire d4 · Pion blanc sur case noire f4 · Pion blanc sur case blanche b3 · Pion blanc sur case blanche d3 · Dame blanche sur case blanche f3 · Tour blanche sur case blanche c2 · Pion blanc sur case blanche g2 · Pion blanc sur case noire h2 · Tour blanche sur case noire c1 · Roi blanc sur case noire g1 | Tour noire sur case blanche c8 · Tour noire sur case blanche g8 · Dame noire sur case blanche d7 · Pion noir sur case blanche h7 · Pion noir sur case blanche a6 · Fou noir sur case noire h6 · Pion blanc sur case noire a5 · Roi noir sur case blanche b5 · Pion noir sur case noire c5 · Fou blanc sur case noire e5 · Pion noir sur case noire b4 · Pion noir sur case noire d4 · Pion blanc sur case noire f4 · Pion blanc sur case blanche b3 · Pion blanc sur case blanche d3 · Dame blanche sur case blanche f3 · Tour blanche sur case blanche c2 · Pion blanc sur case blanche g2 · Pion blanc sur case noire h2 · Tour blanche sur case noire c1 · Roi blanc sur case noire g1 | Tour noire sur case blanche c8 · Tour noire sur case blanche g8 · Dame noire sur case blanche d7 · Pion noir sur case blanche h7 · Pion noir sur case blanche a6 · Fou noir sur case noire h6 · Pion blanc sur case noire a5 · Roi noir sur case blanche b5 · Pion noir sur case noire c5 · Fou blanc sur case noire e5 · Pion noir sur case noire b4 · Pion noir sur case noire d4 · Pion blanc sur case noire f4 · Pion blanc sur case blanche b3 · Pion blanc sur case blanche d3 · Dame blanche sur case blanche f3 · Tour blanche sur case blanche c2 · Pion blanc sur case blanche g2 · Pion blanc sur case noire h2 · Tour blanche sur case noire c1 · Roi blanc sur case noire g1 | Tour noire sur case blanche c8 · Tour noire sur case blanche g8 · Dame noire sur case blanche d7 · Pion noir sur case blanche h7 · Pion noir sur case blanche a6 · Fou noir sur case noire h6 · Pion blanc sur case noire a5 · Roi noir sur case blanche b5 · Pion noir sur case noire c5 · Fou blanc sur case noire e5 · Pion noir sur case noire b4 · Pion noir sur case noire d4 · Pion blanc sur case noire f4 · Pion blanc sur case blanche b3 · Pion blanc sur case blanche d3 · Dame blanche sur case blanche f3 · Tour blanche sur case blanche c2 · Pion blanc sur case blanche g2 · Pion blanc sur case noire h2 · Tour blanche sur case noire c1 · Roi blanc sur case noire g1 | 8 |
| 7 | Tour noire sur case blanche c8 · Tour noire sur case blanche g8 · Dame noire sur case blanche d7 · Pion noir sur case blanche h7 · Pion noir sur case blanche a6 · Fou noir sur case noire h6 · Pion blanc sur case noire a5 · Roi noir sur case blanche b5 · Pion noir sur case noire c5 · Fou blanc sur case noire e5 · Pion noir sur case noire b4 · Pion noir sur case noire d4 · Pion blanc sur case noire f4 · Pion blanc sur case blanche b3 · Pion blanc sur case blanche d3 · Dame blanche sur case blanche f3 · Tour blanche sur case blanche c2 · Pion blanc sur case blanche g2 · Pion blanc sur case noire h2 · Tour blanche sur case noire c1 · Roi blanc sur case noire g1 | Tour noire sur case blanche c8 · Tour noire sur case blanche g8 · Dame noire sur case blanche d7 · Pion noir sur case blanche h7 · Pion noir sur case blanche a6 · Fou noir sur case noire h6 · Pion blanc sur case noire a5 · Roi noir sur case blanche b5 · Pion noir sur case noire c5 · Fou blanc sur case noire e5 · Pion noir sur case noire b4 · Pion noir sur case noire d4 · Pion blanc sur case noire f4 · Pion blanc sur case blanche b3 · Pion blanc sur case blanche d3 · Dame blanche sur case blanche f3 · Tour blanche sur case blanche c2 · Pion blanc sur case blanche g2 · Pion blanc sur case noire h2 · Tour blanche sur case noire c1 · Roi blanc sur case noire g1 | Tour noire sur case blanche c8 · Tour noire sur case blanche g8 · Dame noire sur case blanche d7 · Pion noir sur case blanche h7 · Pion noir sur case blanche a6 · Fou noir sur case noire h6 · Pion blanc sur case noire a5 · Roi noir sur case blanche b5 · Pion noir sur case noire c5 · Fou blanc sur case noire e5 · Pion noir sur case noire b4 · Pion noir sur case noire d4 · Pion blanc sur case noire f4 · Pion blanc sur case blanche b3 · Pion blanc sur case blanche d3 · Dame blanche sur case blanche f3 · Tour blanche sur case blanche c2 · Pion blanc sur case blanche g2 · Pion blanc sur case noire h2 · Tour blanche sur case noire c1 · Roi blanc sur case noire g1 | Tour noire sur case blanche c8 · Tour noire sur case blanche g8 · Dame noire sur case blanche d7 · Pion noir sur case blanche h7 · Pion noir sur case blanche a6 · Fou noir sur case noire h6 · Pion blanc sur case noire a5 · Roi noir sur case blanche b5 · Pion noir sur case noire c5 · Fou blanc sur case noire e5 · Pion noir sur case noire b4 · Pion noir sur case noire d4 · Pion blanc sur case noire f4 · Pion blanc sur case blanche b3 · Pion blanc sur case blanche d3 · Dame blanche sur case blanche f3 · Tour blanche sur case blanche c2 · Pion blanc sur case blanche g2 · Pion blanc sur case noire h2 · Tour blanche sur case noire c1 · Roi blanc sur case noire g1 | Tour noire sur case blanche c8 · Tour noire sur case blanche g8 · Dame noire sur case blanche d7 · Pion noir sur case blanche h7 · Pion noir sur case blanche a6 · Fou noir sur case noire h6 · Pion blanc sur case noire a5 · Roi noir sur case blanche b5 · Pion noir sur case noire c5 · Fou blanc sur case noire e5 · Pion noir sur case noire b4 · Pion noir sur case noire d4 · Pion blanc sur case noire f4 · Pion blanc sur case blanche b3 · Pion blanc sur case blanche d3 · Dame blanche sur case blanche f3 · Tour blanche sur case blanche c2 · Pion blanc sur case blanche g2 · Pion blanc sur case noire h2 · Tour blanche sur case noire c1 · Roi blanc sur case noire g1 | Tour noire sur case blanche c8 · Tour noire sur case blanche g8 · Dame noire sur case blanche d7 · Pion noir sur case blanche h7 · Pion noir sur case blanche a6 · Fou noir sur case noire h6 · Pion blanc sur case noire a5 · Roi noir sur case blanche b5 · Pion noir sur case noire c5 · Fou blanc sur case noire e5 · Pion noir sur case noire b4 · Pion noir sur case noire d4 · Pion blanc sur case noire f4 · Pion blanc sur case blanche b3 · Pion blanc sur case blanche d3 · Dame blanche sur case blanche f3 · Tour blanche sur case blanche c2 · Pion blanc sur case blanche g2 · Pion blanc sur case noire h2 · Tour blanche sur case noire c1 · Roi blanc sur case noire g1 | Tour noire sur case blanche c8 · Tour noire sur case blanche g8 · Dame noire sur case blanche d7 · Pion noir sur case blanche h7 · Pion noir sur case blanche a6 · Fou noir sur case noire h6 · Pion blanc sur case noire a5 · Roi noir sur case blanche b5 · Pion noir sur case noire c5 · Fou blanc sur case noire e5 · Pion noir sur case noire b4 · Pion noir sur case noire d4 · Pion blanc sur case noire f4 · Pion blanc sur case blanche b3 · Pion blanc sur case blanche d3 · Dame blanche sur case blanche f3 · Tour blanche sur case blanche c2 · Pion blanc sur case blanche g2 · Pion blanc sur case noire h2 · Tour blanche sur case noire c1 · Roi blanc sur case noire g1 | Tour noire sur case blanche c8 · Tour noire sur case blanche g8 · Dame noire sur case blanche d7 · Pion noir sur case blanche h7 · Pion noir sur case blanche a6 · Fou noir sur case noire h6 · Pion blanc sur case noire a5 · Roi noir sur case blanche b5 · Pion noir sur case noire c5 · Fou blanc sur case noire e5 · Pion noir sur case noire b4 · Pion noir sur case noire d4 · Pion blanc sur case noire f4 · Pion blanc sur case blanche b3 · Pion blanc sur case blanche d3 · Dame blanche sur case blanche f3 · Tour blanche sur case blanche c2 · Pion blanc sur case blanche g2 · Pion blanc sur case noire h2 · Tour blanche sur case noire c1 · Roi blanc sur case noire g1 | 7 |
| 6 | Tour noire sur case blanche c8 · Tour noire sur case blanche g8 · Dame noire sur case blanche d7 · Pion noir sur case blanche h7 · Pion noir sur case blanche a6 · Fou noir sur case noire h6 · Pion blanc sur case noire a5 · Roi noir sur case blanche b5 · Pion noir sur case noire c5 · Fou blanc sur case noire e5 · Pion noir sur case noire b4 · Pion noir sur case noire d4 · Pion blanc sur case noire f4 · Pion blanc sur case blanche b3 · Pion blanc sur case blanche d3 · Dame blanche sur case blanche f3 · Tour blanche sur case blanche c2 · Pion blanc sur case blanche g2 · Pion blanc sur case noire h2 · Tour blanche sur case noire c1 · Roi blanc sur case noire g1 | Tour noire sur case blanche c8 · Tour noire sur case blanche g8 · Dame noire sur case blanche d7 · Pion noir sur case blanche h7 · Pion noir sur case blanche a6 · Fou noir sur case noire h6 · Pion blanc sur case noire a5 · Roi noir sur case blanche b5 · Pion noir sur case noire c5 · Fou blanc sur case noire e5 · Pion noir sur case noire b4 · Pion noir sur case noire d4 · Pion blanc sur case noire f4 · Pion blanc sur case blanche b3 · Pion blanc sur case blanche d3 · Dame blanche sur case blanche f3 · Tour blanche sur case blanche c2 · Pion blanc sur case blanche g2 · Pion blanc sur case noire h2 · Tour blanche sur case noire c1 · Roi blanc sur case noire g1 | Tour noire sur case blanche c8 · Tour noire sur case blanche g8 · Dame noire sur case blanche d7 · Pion noir sur case blanche h7 · Pion noir sur case blanche a6 · Fou noir sur case noire h6 · Pion blanc sur case noire a5 · Roi noir sur case blanche b5 · Pion noir sur case noire c5 · Fou blanc sur case noire e5 · Pion noir sur case noire b4 · Pion noir sur case noire d4 · Pion blanc sur case noire f4 · Pion blanc sur case blanche b3 · Pion blanc sur case blanche d3 · Dame blanche sur case blanche f3 · Tour blanche sur case blanche c2 · Pion blanc sur case blanche g2 · Pion blanc sur case noire h2 · Tour blanche sur case noire c1 · Roi blanc sur case noire g1 | Tour noire sur case blanche c8 · Tour noire sur case blanche g8 · Dame noire sur case blanche d7 · Pion noir sur case blanche h7 · Pion noir sur case blanche a6 · Fou noir sur case noire h6 · Pion blanc sur case noire a5 · Roi noir sur case blanche b5 · Pion noir sur case noire c5 · Fou blanc sur case noire e5 · Pion noir sur case noire b4 · Pion noir sur case noire d4 · Pion blanc sur case noire f4 · Pion blanc sur case blanche b3 · Pion blanc sur case blanche d3 · Dame blanche sur case blanche f3 · Tour blanche sur case blanche c2 · Pion blanc sur case blanche g2 · Pion blanc sur case noire h2 · Tour blanche sur case noire c1 · Roi blanc sur case noire g1 | Tour noire sur case blanche c8 · Tour noire sur case blanche g8 · Dame noire sur case blanche d7 · Pion noir sur case blanche h7 · Pion noir sur case blanche a6 · Fou noir sur case noire h6 · Pion blanc sur case noire a5 · Roi noir sur case blanche b5 · Pion noir sur case noire c5 · Fou blanc sur case noire e5 · Pion noir sur case noire b4 · Pion noir sur case noire d4 · Pion blanc sur case noire f4 · Pion blanc sur case blanche b3 · Pion blanc sur case blanche d3 · Dame blanche sur case blanche f3 · Tour blanche sur case blanche c2 · Pion blanc sur case blanche g2 · Pion blanc sur case noire h2 · Tour blanche sur case noire c1 · Roi blanc sur case noire g1 | Tour noire sur case blanche c8 · Tour noire sur case blanche g8 · Dame noire sur case blanche d7 · Pion noir sur case blanche h7 · Pion noir sur case blanche a6 · Fou noir sur case noire h6 · Pion blanc sur case noire a5 · Roi noir sur case blanche b5 · Pion noir sur case noire c5 · Fou blanc sur case noire e5 · Pion noir sur case noire b4 · Pion noir sur case noire d4 · Pion blanc sur case noire f4 · Pion blanc sur case blanche b3 · Pion blanc sur case blanche d3 · Dame blanche sur case blanche f3 · Tour blanche sur case blanche c2 · Pion blanc sur case blanche g2 · Pion blanc sur case noire h2 · Tour blanche sur case noire c1 · Roi blanc sur case noire g1 | Tour noire sur case blanche c8 · Tour noire sur case blanche g8 · Dame noire sur case blanche d7 · Pion noir sur case blanche h7 · Pion noir sur case blanche a6 · Fou noir sur case noire h6 · Pion blanc sur case noire a5 · Roi noir sur case blanche b5 · Pion noir sur case noire c5 · Fou blanc sur case noire e5 · Pion noir sur case noire b4 · Pion noir sur case noire d4 · Pion blanc sur case noire f4 · Pion blanc sur case blanche b3 · Pion blanc sur case blanche d3 · Dame blanche sur case blanche f3 · Tour blanche sur case blanche c2 · Pion blanc sur case blanche g2 · Pion blanc sur case noire h2 · Tour blanche sur case noire c1 · Roi blanc sur case noire g1 | Tour noire sur case blanche c8 · Tour noire sur case blanche g8 · Dame noire sur case blanche d7 · Pion noir sur case blanche h7 · Pion noir sur case blanche a6 · Fou noir sur case noire h6 · Pion blanc sur case noire a5 · Roi noir sur case blanche b5 · Pion noir sur case noire c5 · Fou blanc sur case noire e5 · Pion noir sur case noire b4 · Pion noir sur case noire d4 · Pion blanc sur case noire f4 · Pion blanc sur case blanche b3 · Pion blanc sur case blanche d3 · Dame blanche sur case blanche f3 · Tour blanche sur case blanche c2 · Pion blanc sur case blanche g2 · Pion blanc sur case noire h2 · Tour blanche sur case noire c1 · Roi blanc sur case noire g1 | 6 |
| 5 | Tour noire sur case blanche c8 · Tour noire sur case blanche g8 · Dame noire sur case blanche d7 · Pion noir sur case blanche h7 · Pion noir sur case blanche a6 · Fou noir sur case noire h6 · Pion blanc sur case noire a5 · Roi noir sur case blanche b5 · Pion noir sur case noire c5 · Fou blanc sur case noire e5 · Pion noir sur case noire b4 · Pion noir sur case noire d4 · Pion blanc sur case noire f4 · Pion blanc sur case blanche b3 · Pion blanc sur case blanche d3 · Dame blanche sur case blanche f3 · Tour blanche sur case blanche c2 · Pion blanc sur case blanche g2 · Pion blanc sur case noire h2 · Tour blanche sur case noire c1 · Roi blanc sur case noire g1 | Tour noire sur case blanche c8 · Tour noire sur case blanche g8 · Dame noire sur case blanche d7 · Pion noir sur case blanche h7 · Pion noir sur case blanche a6 · Fou noir sur case noire h6 · Pion blanc sur case noire a5 · Roi noir sur case blanche b5 · Pion noir sur case noire c5 · Fou blanc sur case noire e5 · Pion noir sur case noire b4 · Pion noir sur case noire d4 · Pion blanc sur case noire f4 · Pion blanc sur case blanche b3 · Pion blanc sur case blanche d3 · Dame blanche sur case blanche f3 · Tour blanche sur case blanche c2 · Pion blanc sur case blanche g2 · Pion blanc sur case noire h2 · Tour blanche sur case noire c1 · Roi blanc sur case noire g1 | Tour noire sur case blanche c8 · Tour noire sur case blanche g8 · Dame noire sur case blanche d7 · Pion noir sur case blanche h7 · Pion noir sur case blanche a6 · Fou noir sur case noire h6 · Pion blanc sur case noire a5 · Roi noir sur case blanche b5 · Pion noir sur case noire c5 · Fou blanc sur case noire e5 · Pion noir sur case noire b4 · Pion noir sur case noire d4 · Pion blanc sur case noire f4 · Pion blanc sur case blanche b3 · Pion blanc sur case blanche d3 · Dame blanche sur case blanche f3 · Tour blanche sur case blanche c2 · Pion blanc sur case blanche g2 · Pion blanc sur case noire h2 · Tour blanche sur case noire c1 · Roi blanc sur case noire g1 | Tour noire sur case blanche c8 · Tour noire sur case blanche g8 · Dame noire sur case blanche d7 · Pion noir sur case blanche h7 · Pion noir sur case blanche a6 · Fou noir sur case noire h6 · Pion blanc sur case noire a5 · Roi noir sur case blanche b5 · Pion noir sur case noire c5 · Fou blanc sur case noire e5 · Pion noir sur case noire b4 · Pion noir sur case noire d4 · Pion blanc sur case noire f4 · Pion blanc sur case blanche b3 · Pion blanc sur case blanche d3 · Dame blanche sur case blanche f3 · Tour blanche sur case blanche c2 · Pion blanc sur case blanche g2 · Pion blanc sur case noire h2 · Tour blanche sur case noire c1 · Roi blanc sur case noire g1 | Tour noire sur case blanche c8 · Tour noire sur case blanche g8 · Dame noire sur case blanche d7 · Pion noir sur case blanche h7 · Pion noir sur case blanche a6 · Fou noir sur case noire h6 · Pion blanc sur case noire a5 · Roi noir sur case blanche b5 · Pion noir sur case noire c5 · Fou blanc sur case noire e5 · Pion noir sur case noire b4 · Pion noir sur case noire d4 · Pion blanc sur case noire f4 · Pion blanc sur case blanche b3 · Pion blanc sur case blanche d3 · Dame blanche sur case blanche f3 · Tour blanche sur case blanche c2 · Pion blanc sur case blanche g2 · Pion blanc sur case noire h2 · Tour blanche sur case noire c1 · Roi blanc sur case noire g1 | Tour noire sur case blanche c8 · Tour noire sur case blanche g8 · Dame noire sur case blanche d7 · Pion noir sur case blanche h7 · Pion noir sur case blanche a6 · Fou noir sur case noire h6 · Pion blanc sur case noire a5 · Roi noir sur case blanche b5 · Pion noir sur case noire c5 · Fou blanc sur case noire e5 · Pion noir sur case noire b4 · Pion noir sur case noire d4 · Pion blanc sur case noire f4 · Pion blanc sur case blanche b3 · Pion blanc sur case blanche d3 · Dame blanche sur case blanche f3 · Tour blanche sur case blanche c2 · Pion blanc sur case blanche g2 · Pion blanc sur case noire h2 · Tour blanche sur case noire c1 · Roi blanc sur case noire g1 | Tour noire sur case blanche c8 · Tour noire sur case blanche g8 · Dame noire sur case blanche d7 · Pion noir sur case blanche h7 · Pion noir sur case blanche a6 · Fou noir sur case noire h6 · Pion blanc sur case noire a5 · Roi noir sur case blanche b5 · Pion noir sur case noire c5 · Fou blanc sur case noire e5 · Pion noir sur case noire b4 · Pion noir sur case noire d4 · Pion blanc sur case noire f4 · Pion blanc sur case blanche b3 · Pion blanc sur case blanche d3 · Dame blanche sur case blanche f3 · Tour blanche sur case blanche c2 · Pion blanc sur case blanche g2 · Pion blanc sur case noire h2 · Tour blanche sur case noire c1 · Roi blanc sur case noire g1 | Tour noire sur case blanche c8 · Tour noire sur case blanche g8 · Dame noire sur case blanche d7 · Pion noir sur case blanche h7 · Pion noir sur case blanche a6 · Fou noir sur case noire h6 · Pion blanc sur case noire a5 · Roi noir sur case blanche b5 · Pion noir sur case noire c5 · Fou blanc sur case noire e5 · Pion noir sur case noire b4 · Pion noir sur case noire d4 · Pion blanc sur case noire f4 · Pion blanc sur case blanche b3 · Pion blanc sur case blanche d3 · Dame blanche sur case blanche f3 · Tour blanche sur case blanche c2 · Pion blanc sur case blanche g2 · Pion blanc sur case noire h2 · Tour blanche sur case noire c1 · Roi blanc sur case noire g1 | 5 |
| 4 | Tour noire sur case blanche c8 · Tour noire sur case blanche g8 · Dame noire sur case blanche d7 · Pion noir sur case blanche h7 · Pion noir sur case blanche a6 · Fou noir sur case noire h6 · Pion blanc sur case noire a5 · Roi noir sur case blanche b5 · Pion noir sur case noire c5 · Fou blanc sur case noire e5 · Pion noir sur case noire b4 · Pion noir sur case noire d4 · Pion blanc sur case noire f4 · Pion blanc sur case blanche b3 · Pion blanc sur case blanche d3 · Dame blanche sur case blanche f3 · Tour blanche sur case blanche c2 · Pion blanc sur case blanche g2 · Pion blanc sur case noire h2 · Tour blanche sur case noire c1 · Roi blanc sur case noire g1 | Tour noire sur case blanche c8 · Tour noire sur case blanche g8 · Dame noire sur case blanche d7 · Pion noir sur case blanche h7 · Pion noir sur case blanche a6 · Fou noir sur case noire h6 · Pion blanc sur case noire a5 · Roi noir sur case blanche b5 · Pion noir sur case noire c5 · Fou blanc sur case noire e5 · Pion noir sur case noire b4 · Pion noir sur case noire d4 · Pion blanc sur case noire f4 · Pion blanc sur case blanche b3 · Pion blanc sur case blanche d3 · Dame blanche sur case blanche f3 · Tour blanche sur case blanche c2 · Pion blanc sur case blanche g2 · Pion blanc sur case noire h2 · Tour blanche sur case noire c1 · Roi blanc sur case noire g1 | Tour noire sur case blanche c8 · Tour noire sur case blanche g8 · Dame noire sur case blanche d7 · Pion noir sur case blanche h7 · Pion noir sur case blanche a6 · Fou noir sur case noire h6 · Pion blanc sur case noire a5 · Roi noir sur case blanche b5 · Pion noir sur case noire c5 · Fou blanc sur case noire e5 · Pion noir sur case noire b4 · Pion noir sur case noire d4 · Pion blanc sur case noire f4 · Pion blanc sur case blanche b3 · Pion blanc sur case blanche d3 · Dame blanche sur case blanche f3 · Tour blanche sur case blanche c2 · Pion blanc sur case blanche g2 · Pion blanc sur case noire h2 · Tour blanche sur case noire c1 · Roi blanc sur case noire g1 | Tour noire sur case blanche c8 · Tour noire sur case blanche g8 · Dame noire sur case blanche d7 · Pion noir sur case blanche h7 · Pion noir sur case blanche a6 · Fou noir sur case noire h6 · Pion blanc sur case noire a5 · Roi noir sur case blanche b5 · Pion noir sur case noire c5 · Fou blanc sur case noire e5 · Pion noir sur case noire b4 · Pion noir sur case noire d4 · Pion blanc sur case noire f4 · Pion blanc sur case blanche b3 · Pion blanc sur case blanche d3 · Dame blanche sur case blanche f3 · Tour blanche sur case blanche c2 · Pion blanc sur case blanche g2 · Pion blanc sur case noire h2 · Tour blanche sur case noire c1 · Roi blanc sur case noire g1 | Tour noire sur case blanche c8 · Tour noire sur case blanche g8 · Dame noire sur case blanche d7 · Pion noir sur case blanche h7 · Pion noir sur case blanche a6 · Fou noir sur case noire h6 · Pion blanc sur case noire a5 · Roi noir sur case blanche b5 · Pion noir sur case noire c5 · Fou blanc sur case noire e5 · Pion noir sur case noire b4 · Pion noir sur case noire d4 · Pion blanc sur case noire f4 · Pion blanc sur case blanche b3 · Pion blanc sur case blanche d3 · Dame blanche sur case blanche f3 · Tour blanche sur case blanche c2 · Pion blanc sur case blanche g2 · Pion blanc sur case noire h2 · Tour blanche sur case noire c1 · Roi blanc sur case noire g1 | Tour noire sur case blanche c8 · Tour noire sur case blanche g8 · Dame noire sur case blanche d7 · Pion noir sur case blanche h7 · Pion noir sur case blanche a6 · Fou noir sur case noire h6 · Pion blanc sur case noire a5 · Roi noir sur case blanche b5 · Pion noir sur case noire c5 · Fou blanc sur case noire e5 · Pion noir sur case noire b4 · Pion noir sur case noire d4 · Pion blanc sur case noire f4 · Pion blanc sur case blanche b3 · Pion blanc sur case blanche d3 · Dame blanche sur case blanche f3 · Tour blanche sur case blanche c2 · Pion blanc sur case blanche g2 · Pion blanc sur case noire h2 · Tour blanche sur case noire c1 · Roi blanc sur case noire g1 | Tour noire sur case blanche c8 · Tour noire sur case blanche g8 · Dame noire sur case blanche d7 · Pion noir sur case blanche h7 · Pion noir sur case blanche a6 · Fou noir sur case noire h6 · Pion blanc sur case noire a5 · Roi noir sur case blanche b5 · Pion noir sur case noire c5 · Fou blanc sur case noire e5 · Pion noir sur case noire b4 · Pion noir sur case noire d4 · Pion blanc sur case noire f4 · Pion blanc sur case blanche b3 · Pion blanc sur case blanche d3 · Dame blanche sur case blanche f3 · Tour blanche sur case blanche c2 · Pion blanc sur case blanche g2 · Pion blanc sur case noire h2 · Tour blanche sur case noire c1 · Roi blanc sur case noire g1 | Tour noire sur case blanche c8 · Tour noire sur case blanche g8 · Dame noire sur case blanche d7 · Pion noir sur case blanche h7 · Pion noir sur case blanche a6 · Fou noir sur case noire h6 · Pion blanc sur case noire a5 · Roi noir sur case blanche b5 · Pion noir sur case noire c5 · Fou blanc sur case noire e5 · Pion noir sur case noire b4 · Pion noir sur case noire d4 · Pion blanc sur case noire f4 · Pion blanc sur case blanche b3 · Pion blanc sur case blanche d3 · Dame blanche sur case blanche f3 · Tour blanche sur case blanche c2 · Pion blanc sur case blanche g2 · Pion blanc sur case noire h2 · Tour blanche sur case noire c1 · Roi blanc sur case noire g1 | 4 |
| 3 | Tour noire sur case blanche c8 · Tour noire sur case blanche g8 · Dame noire sur case blanche d7 · Pion noir sur case blanche h7 · Pion noir sur case blanche a6 · Fou noir sur case noire h6 · Pion blanc sur case noire a5 · Roi noir sur case blanche b5 · Pion noir sur case noire c5 · Fou blanc sur case noire e5 · Pion noir sur case noire b4 · Pion noir sur case noire d4 · Pion blanc sur case noire f4 · Pion blanc sur case blanche b3 · Pion blanc sur case blanche d3 · Dame blanche sur case blanche f3 · Tour blanche sur case blanche c2 · Pion blanc sur case blanche g2 · Pion blanc sur case noire h2 · Tour blanche sur case noire c1 · Roi blanc sur case noire g1 | Tour noire sur case blanche c8 · Tour noire sur case blanche g8 · Dame noire sur case blanche d7 · Pion noir sur case blanche h7 · Pion noir sur case blanche a6 · Fou noir sur case noire h6 · Pion blanc sur case noire a5 · Roi noir sur case blanche b5 · Pion noir sur case noire c5 · Fou blanc sur case noire e5 · Pion noir sur case noire b4 · Pion noir sur case noire d4 · Pion blanc sur case noire f4 · Pion blanc sur case blanche b3 · Pion blanc sur case blanche d3 · Dame blanche sur case blanche f3 · Tour blanche sur case blanche c2 · Pion blanc sur case blanche g2 · Pion blanc sur case noire h2 · Tour blanche sur case noire c1 · Roi blanc sur case noire g1 | Tour noire sur case blanche c8 · Tour noire sur case blanche g8 · Dame noire sur case blanche d7 · Pion noir sur case blanche h7 · Pion noir sur case blanche a6 · Fou noir sur case noire h6 · Pion blanc sur case noire a5 · Roi noir sur case blanche b5 · Pion noir sur case noire c5 · Fou blanc sur case noire e5 · Pion noir sur case noire b4 · Pion noir sur case noire d4 · Pion blanc sur case noire f4 · Pion blanc sur case blanche b3 · Pion blanc sur case blanche d3 · Dame blanche sur case blanche f3 · Tour blanche sur case blanche c2 · Pion blanc sur case blanche g2 · Pion blanc sur case noire h2 · Tour blanche sur case noire c1 · Roi blanc sur case noire g1 | Tour noire sur case blanche c8 · Tour noire sur case blanche g8 · Dame noire sur case blanche d7 · Pion noir sur case blanche h7 · Pion noir sur case blanche a6 · Fou noir sur case noire h6 · Pion blanc sur case noire a5 · Roi noir sur case blanche b5 · Pion noir sur case noire c5 · Fou blanc sur case noire e5 · Pion noir sur case noire b4 · Pion noir sur case noire d4 · Pion blanc sur case noire f4 · Pion blanc sur case blanche b3 · Pion blanc sur case blanche d3 · Dame blanche sur case blanche f3 · Tour blanche sur case blanche c2 · Pion blanc sur case blanche g2 · Pion blanc sur case noire h2 · Tour blanche sur case noire c1 · Roi blanc sur case noire g1 | Tour noire sur case blanche c8 · Tour noire sur case blanche g8 · Dame noire sur case blanche d7 · Pion noir sur case blanche h7 · Pion noir sur case blanche a6 · Fou noir sur case noire h6 · Pion blanc sur case noire a5 · Roi noir sur case blanche b5 · Pion noir sur case noire c5 · Fou blanc sur case noire e5 · Pion noir sur case noire b4 · Pion noir sur case noire d4 · Pion blanc sur case noire f4 · Pion blanc sur case blanche b3 · Pion blanc sur case blanche d3 · Dame blanche sur case blanche f3 · Tour blanche sur case blanche c2 · Pion blanc sur case blanche g2 · Pion blanc sur case noire h2 · Tour blanche sur case noire c1 · Roi blanc sur case noire g1 | Tour noire sur case blanche c8 · Tour noire sur case blanche g8 · Dame noire sur case blanche d7 · Pion noir sur case blanche h7 · Pion noir sur case blanche a6 · Fou noir sur case noire h6 · Pion blanc sur case noire a5 · Roi noir sur case blanche b5 · Pion noir sur case noire c5 · Fou blanc sur case noire e5 · Pion noir sur case noire b4 · Pion noir sur case noire d4 · Pion blanc sur case noire f4 · Pion blanc sur case blanche b3 · Pion blanc sur case blanche d3 · Dame blanche sur case blanche f3 · Tour blanche sur case blanche c2 · Pion blanc sur case blanche g2 · Pion blanc sur case noire h2 · Tour blanche sur case noire c1 · Roi blanc sur case noire g1 | Tour noire sur case blanche c8 · Tour noire sur case blanche g8 · Dame noire sur case blanche d7 · Pion noir sur case blanche h7 · Pion noir sur case blanche a6 · Fou noir sur case noire h6 · Pion blanc sur case noire a5 · Roi noir sur case blanche b5 · Pion noir sur case noire c5 · Fou blanc sur case noire e5 · Pion noir sur case noire b4 · Pion noir sur case noire d4 · Pion blanc sur case noire f4 · Pion blanc sur case blanche b3 · Pion blanc sur case blanche d3 · Dame blanche sur case blanche f3 · Tour blanche sur case blanche c2 · Pion blanc sur case blanche g2 · Pion blanc sur case noire h2 · Tour blanche sur case noire c1 · Roi blanc sur case noire g1 | Tour noire sur case blanche c8 · Tour noire sur case blanche g8 · Dame noire sur case blanche d7 · Pion noir sur case blanche h7 · Pion noir sur case blanche a6 · Fou noir sur case noire h6 · Pion blanc sur case noire a5 · Roi noir sur case blanche b5 · Pion noir sur case noire c5 · Fou blanc sur case noire e5 · Pion noir sur case noire b4 · Pion noir sur case noire d4 · Pion blanc sur case noire f4 · Pion blanc sur case blanche b3 · Pion blanc sur case blanche d3 · Dame blanche sur case blanche f3 · Tour blanche sur case blanche c2 · Pion blanc sur case blanche g2 · Pion blanc sur case noire h2 · Tour blanche sur case noire c1 · Roi blanc sur case noire g1 | 3 |
| 2 | Tour noire sur case blanche c8 · Tour noire sur case blanche g8 · Dame noire sur case blanche d7 · Pion noir sur case blanche h7 · Pion noir sur case blanche a6 · Fou noir sur case noire h6 · Pion blanc sur case noire a5 · Roi noir sur case blanche b5 · Pion noir sur case noire c5 · Fou blanc sur case noire e5 · Pion noir sur case noire b4 · Pion noir sur case noire d4 · Pion blanc sur case noire f4 · Pion blanc sur case blanche b3 · Pion blanc sur case blanche d3 · Dame blanche sur case blanche f3 · Tour blanche sur case blanche c2 · Pion blanc sur case blanche g2 · Pion blanc sur case noire h2 · Tour blanche sur case noire c1 · Roi blanc sur case noire g1 | Tour noire sur case blanche c8 · Tour noire sur case blanche g8 · Dame noire sur case blanche d7 · Pion noir sur case blanche h7 · Pion noir sur case blanche a6 · Fou noir sur case noire h6 · Pion blanc sur case noire a5 · Roi noir sur case blanche b5 · Pion noir sur case noire c5 · Fou blanc sur case noire e5 · Pion noir sur case noire b4 · Pion noir sur case noire d4 · Pion blanc sur case noire f4 · Pion blanc sur case blanche b3 · Pion blanc sur case blanche d3 · Dame blanche sur case blanche f3 · Tour blanche sur case blanche c2 · Pion blanc sur case blanche g2 · Pion blanc sur case noire h2 · Tour blanche sur case noire c1 · Roi blanc sur case noire g1 | Tour noire sur case blanche c8 · Tour noire sur case blanche g8 · Dame noire sur case blanche d7 · Pion noir sur case blanche h7 · Pion noir sur case blanche a6 · Fou noir sur case noire h6 · Pion blanc sur case noire a5 · Roi noir sur case blanche b5 · Pion noir sur case noire c5 · Fou blanc sur case noire e5 · Pion noir sur case noire b4 · Pion noir sur case noire d4 · Pion blanc sur case noire f4 · Pion blanc sur case blanche b3 · Pion blanc sur case blanche d3 · Dame blanche sur case blanche f3 · Tour blanche sur case blanche c2 · Pion blanc sur case blanche g2 · Pion blanc sur case noire h2 · Tour blanche sur case noire c1 · Roi blanc sur case noire g1 | Tour noire sur case blanche c8 · Tour noire sur case blanche g8 · Dame noire sur case blanche d7 · Pion noir sur case blanche h7 · Pion noir sur case blanche a6 · Fou noir sur case noire h6 · Pion blanc sur case noire a5 · Roi noir sur case blanche b5 · Pion noir sur case noire c5 · Fou blanc sur case noire e5 · Pion noir sur case noire b4 · Pion noir sur case noire d4 · Pion blanc sur case noire f4 · Pion blanc sur case blanche b3 · Pion blanc sur case blanche d3 · Dame blanche sur case blanche f3 · Tour blanche sur case blanche c2 · Pion blanc sur case blanche g2 · Pion blanc sur case noire h2 · Tour blanche sur case noire c1 · Roi blanc sur case noire g1 | Tour noire sur case blanche c8 · Tour noire sur case blanche g8 · Dame noire sur case blanche d7 · Pion noir sur case blanche h7 · Pion noir sur case blanche a6 · Fou noir sur case noire h6 · Pion blanc sur case noire a5 · Roi noir sur case blanche b5 · Pion noir sur case noire c5 · Fou blanc sur case noire e5 · Pion noir sur case noire b4 · Pion noir sur case noire d4 · Pion blanc sur case noire f4 · Pion blanc sur case blanche b3 · Pion blanc sur case blanche d3 · Dame blanche sur case blanche f3 · Tour blanche sur case blanche c2 · Pion blanc sur case blanche g2 · Pion blanc sur case noire h2 · Tour blanche sur case noire c1 · Roi blanc sur case noire g1 | Tour noire sur case blanche c8 · Tour noire sur case blanche g8 · Dame noire sur case blanche d7 · Pion noir sur case blanche h7 · Pion noir sur case blanche a6 · Fou noir sur case noire h6 · Pion blanc sur case noire a5 · Roi noir sur case blanche b5 · Pion noir sur case noire c5 · Fou blanc sur case noire e5 · Pion noir sur case noire b4 · Pion noir sur case noire d4 · Pion blanc sur case noire f4 · Pion blanc sur case blanche b3 · Pion blanc sur case blanche d3 · Dame blanche sur case blanche f3 · Tour blanche sur case blanche c2 · Pion blanc sur case blanche g2 · Pion blanc sur case noire h2 · Tour blanche sur case noire c1 · Roi blanc sur case noire g1 | Tour noire sur case blanche c8 · Tour noire sur case blanche g8 · Dame noire sur case blanche d7 · Pion noir sur case blanche h7 · Pion noir sur case blanche a6 · Fou noir sur case noire h6 · Pion blanc sur case noire a5 · Roi noir sur case blanche b5 · Pion noir sur case noire c5 · Fou blanc sur case noire e5 · Pion noir sur case noire b4 · Pion noir sur case noire d4 · Pion blanc sur case noire f4 · Pion blanc sur case blanche b3 · Pion blanc sur case blanche d3 · Dame blanche sur case blanche f3 · Tour blanche sur case blanche c2 · Pion blanc sur case blanche g2 · Pion blanc sur case noire h2 · Tour blanche sur case noire c1 · Roi blanc sur case noire g1 | Tour noire sur case blanche c8 · Tour noire sur case blanche g8 · Dame noire sur case blanche d7 · Pion noir sur case blanche h7 · Pion noir sur case blanche a6 · Fou noir sur case noire h6 · Pion blanc sur case noire a5 · Roi noir sur case blanche b5 · Pion noir sur case noire c5 · Fou blanc sur case noire e5 · Pion noir sur case noire b4 · Pion noir sur case noire d4 · Pion blanc sur case noire f4 · Pion blanc sur case blanche b3 · Pion blanc sur case blanche d3 · Dame blanche sur case blanche f3 · Tour blanche sur case blanche c2 · Pion blanc sur case blanche g2 · Pion blanc sur case noire h2 · Tour blanche sur case noire c1 · Roi blanc sur case noire g1 | 2 |
| 1 | Tour noire sur case blanche c8 · Tour noire sur case blanche g8 · Dame noire sur case blanche d7 · Pion noir sur case blanche h7 · Pion noir sur case blanche a6 · Fou noir sur case noire h6 · Pion blanc sur case noire a5 · Roi noir sur case blanche b5 · Pion noir sur case noire c5 · Fou blanc sur case noire e5 · Pion noir sur case noire b4 · Pion noir sur case noire d4 · Pion blanc sur case noire f4 · Pion blanc sur case blanche b3 · Pion blanc sur case blanche d3 · Dame blanche sur case blanche f3 · Tour blanche sur case blanche c2 · Pion blanc sur case blanche g2 · Pion blanc sur case noire h2 · Tour blanche sur case noire c1 · Roi blanc sur case noire g1 | Tour noire sur case blanche c8 · Tour noire sur case blanche g8 · Dame noire sur case blanche d7 · Pion noir sur case blanche h7 · Pion noir sur case blanche a6 · Fou noir sur case noire h6 · Pion blanc sur case noire a5 · Roi noir sur case blanche b5 · Pion noir sur case noire c5 · Fou blanc sur case noire e5 · Pion noir sur case noire b4 · Pion noir sur case noire d4 · Pion blanc sur case noire f4 · Pion blanc sur case blanche b3 · Pion blanc sur case blanche d3 · Dame blanche sur case blanche f3 · Tour blanche sur case blanche c2 · Pion blanc sur case blanche g2 · Pion blanc sur case noire h2 · Tour blanche sur case noire c1 · Roi blanc sur case noire g1 | Tour noire sur case blanche c8 · Tour noire sur case blanche g8 · Dame noire sur case blanche d7 · Pion noir sur case blanche h7 · Pion noir sur case blanche a6 · Fou noir sur case noire h6 · Pion blanc sur case noire a5 · Roi noir sur case blanche b5 · Pion noir sur case noire c5 · Fou blanc sur case noire e5 · Pion noir sur case noire b4 · Pion noir sur case noire d4 · Pion blanc sur case noire f4 · Pion blanc sur case blanche b3 · Pion blanc sur case blanche d3 · Dame blanche sur case blanche f3 · Tour blanche sur case blanche c2 · Pion blanc sur case blanche g2 · Pion blanc sur case noire h2 · Tour blanche sur case noire c1 · Roi blanc sur case noire g1 | Tour noire sur case blanche c8 · Tour noire sur case blanche g8 · Dame noire sur case blanche d7 · Pion noir sur case blanche h7 · Pion noir sur case blanche a6 · Fou noir sur case noire h6 · Pion blanc sur case noire a5 · Roi noir sur case blanche b5 · Pion noir sur case noire c5 · Fou blanc sur case noire e5 · Pion noir sur case noire b4 · Pion noir sur case noire d4 · Pion blanc sur case noire f4 · Pion blanc sur case blanche b3 · Pion blanc sur case blanche d3 · Dame blanche sur case blanche f3 · Tour blanche sur case blanche c2 · Pion blanc sur case blanche g2 · Pion blanc sur case noire h2 · Tour blanche sur case noire c1 · Roi blanc sur case noire g1 | Tour noire sur case blanche c8 · Tour noire sur case blanche g8 · Dame noire sur case blanche d7 · Pion noir sur case blanche h7 · Pion noir sur case blanche a6 · Fou noir sur case noire h6 · Pion blanc sur case noire a5 · Roi noir sur case blanche b5 · Pion noir sur case noire c5 · Fou blanc sur case noire e5 · Pion noir sur case noire b4 · Pion noir sur case noire d4 · Pion blanc sur case noire f4 · Pion blanc sur case blanche b3 · Pion blanc sur case blanche d3 · Dame blanche sur case blanche f3 · Tour blanche sur case blanche c2 · Pion blanc sur case blanche g2 · Pion blanc sur case noire h2 · Tour blanche sur case noire c1 · Roi blanc sur case noire g1 | Tour noire sur case blanche c8 · Tour noire sur case blanche g8 · Dame noire sur case blanche d7 · Pion noir sur case blanche h7 · Pion noir sur case blanche a6 · Fou noir sur case noire h6 · Pion blanc sur case noire a5 · Roi noir sur case blanche b5 · Pion noir sur case noire c5 · Fou blanc sur case noire e5 · Pion noir sur case noire b4 · Pion noir sur case noire d4 · Pion blanc sur case noire f4 · Pion blanc sur case blanche b3 · Pion blanc sur case blanche d3 · Dame blanche sur case blanche f3 · Tour blanche sur case blanche c2 · Pion blanc sur case blanche g2 · Pion blanc sur case noire h2 · Tour blanche sur case noire c1 · Roi blanc sur case noire g1 | Tour noire sur case blanche c8 · Tour noire sur case blanche g8 · Dame noire sur case blanche d7 · Pion noir sur case blanche h7 · Pion noir sur case blanche a6 · Fou noir sur case noire h6 · Pion blanc sur case noire a5 · Roi noir sur case blanche b5 · Pion noir sur case noire c5 · Fou blanc sur case noire e5 · Pion noir sur case noire b4 · Pion noir sur case noire d4 · Pion blanc sur case noire f4 · Pion blanc sur case blanche b3 · Pion blanc sur case blanche d3 · Dame blanche sur case blanche f3 · Tour blanche sur case blanche c2 · Pion blanc sur case blanche g2 · Pion blanc sur case noire h2 · Tour blanche sur case noire c1 · Roi blanc sur case noire g1 | Tour noire sur case blanche c8 · Tour noire sur case blanche g8 · Dame noire sur case blanche d7 · Pion noir sur case blanche h7 · Pion noir sur case blanche a6 · Fou noir sur case noire h6 · Pion blanc sur case noire a5 · Roi noir sur case blanche b5 · Pion noir sur case noire c5 · Fou blanc sur case noire e5 · Pion noir sur case noire b4 · Pion noir sur case noire d4 · Pion blanc sur case noire f4 · Pion blanc sur case blanche b3 · Pion blanc sur case blanche d3 · Dame blanche sur case blanche f3 · Tour blanche sur case blanche c2 · Pion blanc sur case blanche g2 · Pion blanc sur case noire h2 · Tour blanche sur case noire c1 · Roi blanc sur case noire g1 | 1 |
|   | a | b | c | d | e | f | g | h |   |

|   | a | b | c | d | e | f | g | h |   |
| 8 | Fou noir sur case noire d8 · Tour noire sur case blanche g8 · Roi noir sur case noire h8 · Pion noir sur case blanche h7 · Pion noir sur case blanche a6 · Pion noir sur case noire c5 · Fou noir sur case blanche d5 · Dame noire sur case noire e5 · Cavalier blanc sur case blanche f5 · Tour noire sur case noire g5 · Cavalier noir sur case blanche h5 · Pion blanc sur case blanche a4 · Pion noir sur case noire b4 · Pion noir sur case noire d4 · Tour blanche sur case noire f4 · Pion blanc sur case blanche b3 · Dame blanche sur case blanche d3 · Pion blanc sur case noire g3 · Fou blanc sur case noire b2 · Pion blanc sur case blanche c2 · Cavalier blanc sur case noire d2 · Tour blanche sur case noire f2 · Pion blanc sur case noire h2 · Roi blanc sur case noire g1 | Fou noir sur case noire d8 · Tour noire sur case blanche g8 · Roi noir sur case noire h8 · Pion noir sur case blanche h7 · Pion noir sur case blanche a6 · Pion noir sur case noire c5 · Fou noir sur case blanche d5 · Dame noire sur case noire e5 · Cavalier blanc sur case blanche f5 · Tour noire sur case noire g5 · Cavalier noir sur case blanche h5 · Pion blanc sur case blanche a4 · Pion noir sur case noire b4 · Pion noir sur case noire d4 · Tour blanche sur case noire f4 · Pion blanc sur case blanche b3 · Dame blanche sur case blanche d3 · Pion blanc sur case noire g3 · Fou blanc sur case noire b2 · Pion blanc sur case blanche c2 · Cavalier blanc sur case noire d2 · Tour blanche sur case noire f2 · Pion blanc sur case noire h2 · Roi blanc sur case noire g1 | Fou noir sur case noire d8 · Tour noire sur case blanche g8 · Roi noir sur case noire h8 · Pion noir sur case blanche h7 · Pion noir sur case blanche a6 · Pion noir sur case noire c5 · Fou noir sur case blanche d5 · Dame noire sur case noire e5 · Cavalier blanc sur case blanche f5 · Tour noire sur case noire g5 · Cavalier noir sur case blanche h5 · Pion blanc sur case blanche a4 · Pion noir sur case noire b4 · Pion noir sur case noire d4 · Tour blanche sur case noire f4 · Pion blanc sur case blanche b3 · Dame blanche sur case blanche d3 · Pion blanc sur case noire g3 · Fou blanc sur case noire b2 · Pion blanc sur case blanche c2 · Cavalier blanc sur case noire d2 · Tour blanche sur case noire f2 · Pion blanc sur case noire h2 · Roi blanc sur case noire g1 | Fou noir sur case noire d8 · Tour noire sur case blanche g8 · Roi noir sur case noire h8 · Pion noir sur case blanche h7 · Pion noir sur case blanche a6 · Pion noir sur case noire c5 · Fou noir sur case blanche d5 · Dame noire sur case noire e5 · Cavalier blanc sur case blanche f5 · Tour noire sur case noire g5 · Cavalier noir sur case blanche h5 · Pion blanc sur case blanche a4 · Pion noir sur case noire b4 · Pion noir sur case noire d4 · Tour blanche sur case noire f4 · Pion blanc sur case blanche b3 · Dame blanche sur case blanche d3 · Pion blanc sur case noire g3 · Fou blanc sur case noire b2 · Pion blanc sur case blanche c2 · Cavalier blanc sur case noire d2 · Tour blanche sur case noire f2 · Pion blanc sur case noire h2 · Roi blanc sur case noire g1 | Fou noir sur case noire d8 · Tour noire sur case blanche g8 · Roi noir sur case noire h8 · Pion noir sur case blanche h7 · Pion noir sur case blanche a6 · Pion noir sur case noire c5 · Fou noir sur case blanche d5 · Dame noire sur case noire e5 · Cavalier blanc sur case blanche f5 · Tour noire sur case noire g5 · Cavalier noir sur case blanche h5 · Pion blanc sur case blanche a4 · Pion noir sur case noire b4 · Pion noir sur case noire d4 · Tour blanche sur case noire f4 · Pion blanc sur case blanche b3 · Dame blanche sur case blanche d3 · Pion blanc sur case noire g3 · Fou blanc sur case noire b2 · Pion blanc sur case blanche c2 · Cavalier blanc sur case noire d2 · Tour blanche sur case noire f2 · Pion blanc sur case noire h2 · Roi blanc sur case noire g1 | Fou noir sur case noire d8 · Tour noire sur case blanche g8 · Roi noir sur case noire h8 · Pion noir sur case blanche h7 · Pion noir sur case blanche a6 · Pion noir sur case noire c5 · Fou noir sur case blanche d5 · Dame noire sur case noire e5 · Cavalier blanc sur case blanche f5 · Tour noire sur case noire g5 · Cavalier noir sur case blanche h5 · Pion blanc sur case blanche a4 · Pion noir sur case noire b4 · Pion noir sur case noire d4 · Tour blanche sur case noire f4 · Pion blanc sur case blanche b3 · Dame blanche sur case blanche d3 · Pion blanc sur case noire g3 · Fou blanc sur case noire b2 · Pion blanc sur case blanche c2 · Cavalier blanc sur case noire d2 · Tour blanche sur case noire f2 · Pion blanc sur case noire h2 · Roi blanc sur case noire g1 | Fou noir sur case noire d8 · Tour noire sur case blanche g8 · Roi noir sur case noire h8 · Pion noir sur case blanche h7 · Pion noir sur case blanche a6 · Pion noir sur case noire c5 · Fou noir sur case blanche d5 · Dame noire sur case noire e5 · Cavalier blanc sur case blanche f5 · Tour noire sur case noire g5 · Cavalier noir sur case blanche h5 · Pion blanc sur case blanche a4 · Pion noir sur case noire b4 · Pion noir sur case noire d4 · Tour blanche sur case noire f4 · Pion blanc sur case blanche b3 · Dame blanche sur case blanche d3 · Pion blanc sur case noire g3 · Fou blanc sur case noire b2 · Pion blanc sur case blanche c2 · Cavalier blanc sur case noire d2 · Tour blanche sur case noire f2 · Pion blanc sur case noire h2 · Roi blanc sur case noire g1 | Fou noir sur case noire d8 · Tour noire sur case blanche g8 · Roi noir sur case noire h8 · Pion noir sur case blanche h7 · Pion noir sur case blanche a6 · Pion noir sur case noire c5 · Fou noir sur case blanche d5 · Dame noire sur case noire e5 · Cavalier blanc sur case blanche f5 · Tour noire sur case noire g5 · Cavalier noir sur case blanche h5 · Pion blanc sur case blanche a4 · Pion noir sur case noire b4 · Pion noir sur case noire d4 · Tour blanche sur case noire f4 · Pion blanc sur case blanche b3 · Dame blanche sur case blanche d3 · Pion blanc sur case noire g3 · Fou blanc sur case noire b2 · Pion blanc sur case blanche c2 · Cavalier blanc sur case noire d2 · Tour blanche sur case noire f2 · Pion blanc sur case noire h2 · Roi blanc sur case noire g1 | 8 |
| 7 | Fou noir sur case noire d8 · Tour noire sur case blanche g8 · Roi noir sur case noire h8 · Pion noir sur case blanche h7 · Pion noir sur case blanche a6 · Pion noir sur case noire c5 · Fou noir sur case blanche d5 · Dame noire sur case noire e5 · Cavalier blanc sur case blanche f5 · Tour noire sur case noire g5 · Cavalier noir sur case blanche h5 · Pion blanc sur case blanche a4 · Pion noir sur case noire b4 · Pion noir sur case noire d4 · Tour blanche sur case noire f4 · Pion blanc sur case blanche b3 · Dame blanche sur case blanche d3 · Pion blanc sur case noire g3 · Fou blanc sur case noire b2 · Pion blanc sur case blanche c2 · Cavalier blanc sur case noire d2 · Tour blanche sur case noire f2 · Pion blanc sur case noire h2 · Roi blanc sur case noire g1 | Fou noir sur case noire d8 · Tour noire sur case blanche g8 · Roi noir sur case noire h8 · Pion noir sur case blanche h7 · Pion noir sur case blanche a6 · Pion noir sur case noire c5 · Fou noir sur case blanche d5 · Dame noire sur case noire e5 · Cavalier blanc sur case blanche f5 · Tour noire sur case noire g5 · Cavalier noir sur case blanche h5 · Pion blanc sur case blanche a4 · Pion noir sur case noire b4 · Pion noir sur case noire d4 · Tour blanche sur case noire f4 · Pion blanc sur case blanche b3 · Dame blanche sur case blanche d3 · Pion blanc sur case noire g3 · Fou blanc sur case noire b2 · Pion blanc sur case blanche c2 · Cavalier blanc sur case noire d2 · Tour blanche sur case noire f2 · Pion blanc sur case noire h2 · Roi blanc sur case noire g1 | Fou noir sur case noire d8 · Tour noire sur case blanche g8 · Roi noir sur case noire h8 · Pion noir sur case blanche h7 · Pion noir sur case blanche a6 · Pion noir sur case noire c5 · Fou noir sur case blanche d5 · Dame noire sur case noire e5 · Cavalier blanc sur case blanche f5 · Tour noire sur case noire g5 · Cavalier noir sur case blanche h5 · Pion blanc sur case blanche a4 · Pion noir sur case noire b4 · Pion noir sur case noire d4 · Tour blanche sur case noire f4 · Pion blanc sur case blanche b3 · Dame blanche sur case blanche d3 · Pion blanc sur case noire g3 · Fou blanc sur case noire b2 · Pion blanc sur case blanche c2 · Cavalier blanc sur case noire d2 · Tour blanche sur case noire f2 · Pion blanc sur case noire h2 · Roi blanc sur case noire g1 | Fou noir sur case noire d8 · Tour noire sur case blanche g8 · Roi noir sur case noire h8 · Pion noir sur case blanche h7 · Pion noir sur case blanche a6 · Pion noir sur case noire c5 · Fou noir sur case blanche d5 · Dame noire sur case noire e5 · Cavalier blanc sur case blanche f5 · Tour noire sur case noire g5 · Cavalier noir sur case blanche h5 · Pion blanc sur case blanche a4 · Pion noir sur case noire b4 · Pion noir sur case noire d4 · Tour blanche sur case noire f4 · Pion blanc sur case blanche b3 · Dame blanche sur case blanche d3 · Pion blanc sur case noire g3 · Fou blanc sur case noire b2 · Pion blanc sur case blanche c2 · Cavalier blanc sur case noire d2 · Tour blanche sur case noire f2 · Pion blanc sur case noire h2 · Roi blanc sur case noire g1 | Fou noir sur case noire d8 · Tour noire sur case blanche g8 · Roi noir sur case noire h8 · Pion noir sur case blanche h7 · Pion noir sur case blanche a6 · Pion noir sur case noire c5 · Fou noir sur case blanche d5 · Dame noire sur case noire e5 · Cavalier blanc sur case blanche f5 · Tour noire sur case noire g5 · Cavalier noir sur case blanche h5 · Pion blanc sur case blanche a4 · Pion noir sur case noire b4 · Pion noir sur case noire d4 · Tour blanche sur case noire f4 · Pion blanc sur case blanche b3 · Dame blanche sur case blanche d3 · Pion blanc sur case noire g3 · Fou blanc sur case noire b2 · Pion blanc sur case blanche c2 · Cavalier blanc sur case noire d2 · Tour blanche sur case noire f2 · Pion blanc sur case noire h2 · Roi blanc sur case noire g1 | Fou noir sur case noire d8 · Tour noire sur case blanche g8 · Roi noir sur case noire h8 · Pion noir sur case blanche h7 · Pion noir sur case blanche a6 · Pion noir sur case noire c5 · Fou noir sur case blanche d5 · Dame noire sur case noire e5 · Cavalier blanc sur case blanche f5 · Tour noire sur case noire g5 · Cavalier noir sur case blanche h5 · Pion blanc sur case blanche a4 · Pion noir sur case noire b4 · Pion noir sur case noire d4 · Tour blanche sur case noire f4 · Pion blanc sur case blanche b3 · Dame blanche sur case blanche d3 · Pion blanc sur case noire g3 · Fou blanc sur case noire b2 · Pion blanc sur case blanche c2 · Cavalier blanc sur case noire d2 · Tour blanche sur case noire f2 · Pion blanc sur case noire h2 · Roi blanc sur case noire g1 | Fou noir sur case noire d8 · Tour noire sur case blanche g8 · Roi noir sur case noire h8 · Pion noir sur case blanche h7 · Pion noir sur case blanche a6 · Pion noir sur case noire c5 · Fou noir sur case blanche d5 · Dame noire sur case noire e5 · Cavalier blanc sur case blanche f5 · Tour noire sur case noire g5 · Cavalier noir sur case blanche h5 · Pion blanc sur case blanche a4 · Pion noir sur case noire b4 · Pion noir sur case noire d4 · Tour blanche sur case noire f4 · Pion blanc sur case blanche b3 · Dame blanche sur case blanche d3 · Pion blanc sur case noire g3 · Fou blanc sur case noire b2 · Pion blanc sur case blanche c2 · Cavalier blanc sur case noire d2 · Tour blanche sur case noire f2 · Pion blanc sur case noire h2 · Roi blanc sur case noire g1 | Fou noir sur case noire d8 · Tour noire sur case blanche g8 · Roi noir sur case noire h8 · Pion noir sur case blanche h7 · Pion noir sur case blanche a6 · Pion noir sur case noire c5 · Fou noir sur case blanche d5 · Dame noire sur case noire e5 · Cavalier blanc sur case blanche f5 · Tour noire sur case noire g5 · Cavalier noir sur case blanche h5 · Pion blanc sur case blanche a4 · Pion noir sur case noire b4 · Pion noir sur case noire d4 · Tour blanche sur case noire f4 · Pion blanc sur case blanche b3 · Dame blanche sur case blanche d3 · Pion blanc sur case noire g3 · Fou blanc sur case noire b2 · Pion blanc sur case blanche c2 · Cavalier blanc sur case noire d2 · Tour blanche sur case noire f2 · Pion blanc sur case noire h2 · Roi blanc sur case noire g1 | 7 |
| 6 | Fou noir sur case noire d8 · Tour noire sur case blanche g8 · Roi noir sur case noire h8 · Pion noir sur case blanche h7 · Pion noir sur case blanche a6 · Pion noir sur case noire c5 · Fou noir sur case blanche d5 · Dame noire sur case noire e5 · Cavalier blanc sur case blanche f5 · Tour noire sur case noire g5 · Cavalier noir sur case blanche h5 · Pion blanc sur case blanche a4 · Pion noir sur case noire b4 · Pion noir sur case noire d4 · Tour blanche sur case noire f4 · Pion blanc sur case blanche b3 · Dame blanche sur case blanche d3 · Pion blanc sur case noire g3 · Fou blanc sur case noire b2 · Pion blanc sur case blanche c2 · Cavalier blanc sur case noire d2 · Tour blanche sur case noire f2 · Pion blanc sur case noire h2 · Roi blanc sur case noire g1 | Fou noir sur case noire d8 · Tour noire sur case blanche g8 · Roi noir sur case noire h8 · Pion noir sur case blanche h7 · Pion noir sur case blanche a6 · Pion noir sur case noire c5 · Fou noir sur case blanche d5 · Dame noire sur case noire e5 · Cavalier blanc sur case blanche f5 · Tour noire sur case noire g5 · Cavalier noir sur case blanche h5 · Pion blanc sur case blanche a4 · Pion noir sur case noire b4 · Pion noir sur case noire d4 · Tour blanche sur case noire f4 · Pion blanc sur case blanche b3 · Dame blanche sur case blanche d3 · Pion blanc sur case noire g3 · Fou blanc sur case noire b2 · Pion blanc sur case blanche c2 · Cavalier blanc sur case noire d2 · Tour blanche sur case noire f2 · Pion blanc sur case noire h2 · Roi blanc sur case noire g1 | Fou noir sur case noire d8 · Tour noire sur case blanche g8 · Roi noir sur case noire h8 · Pion noir sur case blanche h7 · Pion noir sur case blanche a6 · Pion noir sur case noire c5 · Fou noir sur case blanche d5 · Dame noire sur case noire e5 · Cavalier blanc sur case blanche f5 · Tour noire sur case noire g5 · Cavalier noir sur case blanche h5 · Pion blanc sur case blanche a4 · Pion noir sur case noire b4 · Pion noir sur case noire d4 · Tour blanche sur case noire f4 · Pion blanc sur case blanche b3 · Dame blanche sur case blanche d3 · Pion blanc sur case noire g3 · Fou blanc sur case noire b2 · Pion blanc sur case blanche c2 · Cavalier blanc sur case noire d2 · Tour blanche sur case noire f2 · Pion blanc sur case noire h2 · Roi blanc sur case noire g1 | Fou noir sur case noire d8 · Tour noire sur case blanche g8 · Roi noir sur case noire h8 · Pion noir sur case blanche h7 · Pion noir sur case blanche a6 · Pion noir sur case noire c5 · Fou noir sur case blanche d5 · Dame noire sur case noire e5 · Cavalier blanc sur case blanche f5 · Tour noire sur case noire g5 · Cavalier noir sur case blanche h5 · Pion blanc sur case blanche a4 · Pion noir sur case noire b4 · Pion noir sur case noire d4 · Tour blanche sur case noire f4 · Pion blanc sur case blanche b3 · Dame blanche sur case blanche d3 · Pion blanc sur case noire g3 · Fou blanc sur case noire b2 · Pion blanc sur case blanche c2 · Cavalier blanc sur case noire d2 · Tour blanche sur case noire f2 · Pion blanc sur case noire h2 · Roi blanc sur case noire g1 | Fou noir sur case noire d8 · Tour noire sur case blanche g8 · Roi noir sur case noire h8 · Pion noir sur case blanche h7 · Pion noir sur case blanche a6 · Pion noir sur case noire c5 · Fou noir sur case blanche d5 · Dame noire sur case noire e5 · Cavalier blanc sur case blanche f5 · Tour noire sur case noire g5 · Cavalier noir sur case blanche h5 · Pion blanc sur case blanche a4 · Pion noir sur case noire b4 · Pion noir sur case noire d4 · Tour blanche sur case noire f4 · Pion blanc sur case blanche b3 · Dame blanche sur case blanche d3 · Pion blanc sur case noire g3 · Fou blanc sur case noire b2 · Pion blanc sur case blanche c2 · Cavalier blanc sur case noire d2 · Tour blanche sur case noire f2 · Pion blanc sur case noire h2 · Roi blanc sur case noire g1 | Fou noir sur case noire d8 · Tour noire sur case blanche g8 · Roi noir sur case noire h8 · Pion noir sur case blanche h7 · Pion noir sur case blanche a6 · Pion noir sur case noire c5 · Fou noir sur case blanche d5 · Dame noire sur case noire e5 · Cavalier blanc sur case blanche f5 · Tour noire sur case noire g5 · Cavalier noir sur case blanche h5 · Pion blanc sur case blanche a4 · Pion noir sur case noire b4 · Pion noir sur case noire d4 · Tour blanche sur case noire f4 · Pion blanc sur case blanche b3 · Dame blanche sur case blanche d3 · Pion blanc sur case noire g3 · Fou blanc sur case noire b2 · Pion blanc sur case blanche c2 · Cavalier blanc sur case noire d2 · Tour blanche sur case noire f2 · Pion blanc sur case noire h2 · Roi blanc sur case noire g1 | Fou noir sur case noire d8 · Tour noire sur case blanche g8 · Roi noir sur case noire h8 · Pion noir sur case blanche h7 · Pion noir sur case blanche a6 · Pion noir sur case noire c5 · Fou noir sur case blanche d5 · Dame noire sur case noire e5 · Cavalier blanc sur case blanche f5 · Tour noire sur case noire g5 · Cavalier noir sur case blanche h5 · Pion blanc sur case blanche a4 · Pion noir sur case noire b4 · Pion noir sur case noire d4 · Tour blanche sur case noire f4 · Pion blanc sur case blanche b3 · Dame blanche sur case blanche d3 · Pion blanc sur case noire g3 · Fou blanc sur case noire b2 · Pion blanc sur case blanche c2 · Cavalier blanc sur case noire d2 · Tour blanche sur case noire f2 · Pion blanc sur case noire h2 · Roi blanc sur case noire g1 | Fou noir sur case noire d8 · Tour noire sur case blanche g8 · Roi noir sur case noire h8 · Pion noir sur case blanche h7 · Pion noir sur case blanche a6 · Pion noir sur case noire c5 · Fou noir sur case blanche d5 · Dame noire sur case noire e5 · Cavalier blanc sur case blanche f5 · Tour noire sur case noire g5 · Cavalier noir sur case blanche h5 · Pion blanc sur case blanche a4 · Pion noir sur case noire b4 · Pion noir sur case noire d4 · Tour blanche sur case noire f4 · Pion blanc sur case blanche b3 · Dame blanche sur case blanche d3 · Pion blanc sur case noire g3 · Fou blanc sur case noire b2 · Pion blanc sur case blanche c2 · Cavalier blanc sur case noire d2 · Tour blanche sur case noire f2 · Pion blanc sur case noire h2 · Roi blanc sur case noire g1 | 6 |
| 5 | Fou noir sur case noire d8 · Tour noire sur case blanche g8 · Roi noir sur case noire h8 · Pion noir sur case blanche h7 · Pion noir sur case blanche a6 · Pion noir sur case noire c5 · Fou noir sur case blanche d5 · Dame noire sur case noire e5 · Cavalier blanc sur case blanche f5 · Tour noire sur case noire g5 · Cavalier noir sur case blanche h5 · Pion blanc sur case blanche a4 · Pion noir sur case noire b4 · Pion noir sur case noire d4 · Tour blanche sur case noire f4 · Pion blanc sur case blanche b3 · Dame blanche sur case blanche d3 · Pion blanc sur case noire g3 · Fou blanc sur case noire b2 · Pion blanc sur case blanche c2 · Cavalier blanc sur case noire d2 · Tour blanche sur case noire f2 · Pion blanc sur case noire h2 · Roi blanc sur case noire g1 | Fou noir sur case noire d8 · Tour noire sur case blanche g8 · Roi noir sur case noire h8 · Pion noir sur case blanche h7 · Pion noir sur case blanche a6 · Pion noir sur case noire c5 · Fou noir sur case blanche d5 · Dame noire sur case noire e5 · Cavalier blanc sur case blanche f5 · Tour noire sur case noire g5 · Cavalier noir sur case blanche h5 · Pion blanc sur case blanche a4 · Pion noir sur case noire b4 · Pion noir sur case noire d4 · Tour blanche sur case noire f4 · Pion blanc sur case blanche b3 · Dame blanche sur case blanche d3 · Pion blanc sur case noire g3 · Fou blanc sur case noire b2 · Pion blanc sur case blanche c2 · Cavalier blanc sur case noire d2 · Tour blanche sur case noire f2 · Pion blanc sur case noire h2 · Roi blanc sur case noire g1 | Fou noir sur case noire d8 · Tour noire sur case blanche g8 · Roi noir sur case noire h8 · Pion noir sur case blanche h7 · Pion noir sur case blanche a6 · Pion noir sur case noire c5 · Fou noir sur case blanche d5 · Dame noire sur case noire e5 · Cavalier blanc sur case blanche f5 · Tour noire sur case noire g5 · Cavalier noir sur case blanche h5 · Pion blanc sur case blanche a4 · Pion noir sur case noire b4 · Pion noir sur case noire d4 · Tour blanche sur case noire f4 · Pion blanc sur case blanche b3 · Dame blanche sur case blanche d3 · Pion blanc sur case noire g3 · Fou blanc sur case noire b2 · Pion blanc sur case blanche c2 · Cavalier blanc sur case noire d2 · Tour blanche sur case noire f2 · Pion blanc sur case noire h2 · Roi blanc sur case noire g1 | Fou noir sur case noire d8 · Tour noire sur case blanche g8 · Roi noir sur case noire h8 · Pion noir sur case blanche h7 · Pion noir sur case blanche a6 · Pion noir sur case noire c5 · Fou noir sur case blanche d5 · Dame noire sur case noire e5 · Cavalier blanc sur case blanche f5 · Tour noire sur case noire g5 · Cavalier noir sur case blanche h5 · Pion blanc sur case blanche a4 · Pion noir sur case noire b4 · Pion noir sur case noire d4 · Tour blanche sur case noire f4 · Pion blanc sur case blanche b3 · Dame blanche sur case blanche d3 · Pion blanc sur case noire g3 · Fou blanc sur case noire b2 · Pion blanc sur case blanche c2 · Cavalier blanc sur case noire d2 · Tour blanche sur case noire f2 · Pion blanc sur case noire h2 · Roi blanc sur case noire g1 | Fou noir sur case noire d8 · Tour noire sur case blanche g8 · Roi noir sur case noire h8 · Pion noir sur case blanche h7 · Pion noir sur case blanche a6 · Pion noir sur case noire c5 · Fou noir sur case blanche d5 · Dame noire sur case noire e5 · Cavalier blanc sur case blanche f5 · Tour noire sur case noire g5 · Cavalier noir sur case blanche h5 · Pion blanc sur case blanche a4 · Pion noir sur case noire b4 · Pion noir sur case noire d4 · Tour blanche sur case noire f4 · Pion blanc sur case blanche b3 · Dame blanche sur case blanche d3 · Pion blanc sur case noire g3 · Fou blanc sur case noire b2 · Pion blanc sur case blanche c2 · Cavalier blanc sur case noire d2 · Tour blanche sur case noire f2 · Pion blanc sur case noire h2 · Roi blanc sur case noire g1 | Fou noir sur case noire d8 · Tour noire sur case blanche g8 · Roi noir sur case noire h8 · Pion noir sur case blanche h7 · Pion noir sur case blanche a6 · Pion noir sur case noire c5 · Fou noir sur case blanche d5 · Dame noire sur case noire e5 · Cavalier blanc sur case blanche f5 · Tour noire sur case noire g5 · Cavalier noir sur case blanche h5 · Pion blanc sur case blanche a4 · Pion noir sur case noire b4 · Pion noir sur case noire d4 · Tour blanche sur case noire f4 · Pion blanc sur case blanche b3 · Dame blanche sur case blanche d3 · Pion blanc sur case noire g3 · Fou blanc sur case noire b2 · Pion blanc sur case blanche c2 · Cavalier blanc sur case noire d2 · Tour blanche sur case noire f2 · Pion blanc sur case noire h2 · Roi blanc sur case noire g1 | Fou noir sur case noire d8 · Tour noire sur case blanche g8 · Roi noir sur case noire h8 · Pion noir sur case blanche h7 · Pion noir sur case blanche a6 · Pion noir sur case noire c5 · Fou noir sur case blanche d5 · Dame noire sur case noire e5 · Cavalier blanc sur case blanche f5 · Tour noire sur case noire g5 · Cavalier noir sur case blanche h5 · Pion blanc sur case blanche a4 · Pion noir sur case noire b4 · Pion noir sur case noire d4 · Tour blanche sur case noire f4 · Pion blanc sur case blanche b3 · Dame blanche sur case blanche d3 · Pion blanc sur case noire g3 · Fou blanc sur case noire b2 · Pion blanc sur case blanche c2 · Cavalier blanc sur case noire d2 · Tour blanche sur case noire f2 · Pion blanc sur case noire h2 · Roi blanc sur case noire g1 | Fou noir sur case noire d8 · Tour noire sur case blanche g8 · Roi noir sur case noire h8 · Pion noir sur case blanche h7 · Pion noir sur case blanche a6 · Pion noir sur case noire c5 · Fou noir sur case blanche d5 · Dame noire sur case noire e5 · Cavalier blanc sur case blanche f5 · Tour noire sur case noire g5 · Cavalier noir sur case blanche h5 · Pion blanc sur case blanche a4 · Pion noir sur case noire b4 · Pion noir sur case noire d4 · Tour blanche sur case noire f4 · Pion blanc sur case blanche b3 · Dame blanche sur case blanche d3 · Pion blanc sur case noire g3 · Fou blanc sur case noire b2 · Pion blanc sur case blanche c2 · Cavalier blanc sur case noire d2 · Tour blanche sur case noire f2 · Pion blanc sur case noire h2 · Roi blanc sur case noire g1 | 5 |
| 4 | Fou noir sur case noire d8 · Tour noire sur case blanche g8 · Roi noir sur case noire h8 · Pion noir sur case blanche h7 · Pion noir sur case blanche a6 · Pion noir sur case noire c5 · Fou noir sur case blanche d5 · Dame noire sur case noire e5 · Cavalier blanc sur case blanche f5 · Tour noire sur case noire g5 · Cavalier noir sur case blanche h5 · Pion blanc sur case blanche a4 · Pion noir sur case noire b4 · Pion noir sur case noire d4 · Tour blanche sur case noire f4 · Pion blanc sur case blanche b3 · Dame blanche sur case blanche d3 · Pion blanc sur case noire g3 · Fou blanc sur case noire b2 · Pion blanc sur case blanche c2 · Cavalier blanc sur case noire d2 · Tour blanche sur case noire f2 · Pion blanc sur case noire h2 · Roi blanc sur case noire g1 | Fou noir sur case noire d8 · Tour noire sur case blanche g8 · Roi noir sur case noire h8 · Pion noir sur case blanche h7 · Pion noir sur case blanche a6 · Pion noir sur case noire c5 · Fou noir sur case blanche d5 · Dame noire sur case noire e5 · Cavalier blanc sur case blanche f5 · Tour noire sur case noire g5 · Cavalier noir sur case blanche h5 · Pion blanc sur case blanche a4 · Pion noir sur case noire b4 · Pion noir sur case noire d4 · Tour blanche sur case noire f4 · Pion blanc sur case blanche b3 · Dame blanche sur case blanche d3 · Pion blanc sur case noire g3 · Fou blanc sur case noire b2 · Pion blanc sur case blanche c2 · Cavalier blanc sur case noire d2 · Tour blanche sur case noire f2 · Pion blanc sur case noire h2 · Roi blanc sur case noire g1 | Fou noir sur case noire d8 · Tour noire sur case blanche g8 · Roi noir sur case noire h8 · Pion noir sur case blanche h7 · Pion noir sur case blanche a6 · Pion noir sur case noire c5 · Fou noir sur case blanche d5 · Dame noire sur case noire e5 · Cavalier blanc sur case blanche f5 · Tour noire sur case noire g5 · Cavalier noir sur case blanche h5 · Pion blanc sur case blanche a4 · Pion noir sur case noire b4 · Pion noir sur case noire d4 · Tour blanche sur case noire f4 · Pion blanc sur case blanche b3 · Dame blanche sur case blanche d3 · Pion blanc sur case noire g3 · Fou blanc sur case noire b2 · Pion blanc sur case blanche c2 · Cavalier blanc sur case noire d2 · Tour blanche sur case noire f2 · Pion blanc sur case noire h2 · Roi blanc sur case noire g1 | Fou noir sur case noire d8 · Tour noire sur case blanche g8 · Roi noir sur case noire h8 · Pion noir sur case blanche h7 · Pion noir sur case blanche a6 · Pion noir sur case noire c5 · Fou noir sur case blanche d5 · Dame noire sur case noire e5 · Cavalier blanc sur case blanche f5 · Tour noire sur case noire g5 · Cavalier noir sur case blanche h5 · Pion blanc sur case blanche a4 · Pion noir sur case noire b4 · Pion noir sur case noire d4 · Tour blanche sur case noire f4 · Pion blanc sur case blanche b3 · Dame blanche sur case blanche d3 · Pion blanc sur case noire g3 · Fou blanc sur case noire b2 · Pion blanc sur case blanche c2 · Cavalier blanc sur case noire d2 · Tour blanche sur case noire f2 · Pion blanc sur case noire h2 · Roi blanc sur case noire g1 | Fou noir sur case noire d8 · Tour noire sur case blanche g8 · Roi noir sur case noire h8 · Pion noir sur case blanche h7 · Pion noir sur case blanche a6 · Pion noir sur case noire c5 · Fou noir sur case blanche d5 · Dame noire sur case noire e5 · Cavalier blanc sur case blanche f5 · Tour noire sur case noire g5 · Cavalier noir sur case blanche h5 · Pion blanc sur case blanche a4 · Pion noir sur case noire b4 · Pion noir sur case noire d4 · Tour blanche sur case noire f4 · Pion blanc sur case blanche b3 · Dame blanche sur case blanche d3 · Pion blanc sur case noire g3 · Fou blanc sur case noire b2 · Pion blanc sur case blanche c2 · Cavalier blanc sur case noire d2 · Tour blanche sur case noire f2 · Pion blanc sur case noire h2 · Roi blanc sur case noire g1 | Fou noir sur case noire d8 · Tour noire sur case blanche g8 · Roi noir sur case noire h8 · Pion noir sur case blanche h7 · Pion noir sur case blanche a6 · Pion noir sur case noire c5 · Fou noir sur case blanche d5 · Dame noire sur case noire e5 · Cavalier blanc sur case blanche f5 · Tour noire sur case noire g5 · Cavalier noir sur case blanche h5 · Pion blanc sur case blanche a4 · Pion noir sur case noire b4 · Pion noir sur case noire d4 · Tour blanche sur case noire f4 · Pion blanc sur case blanche b3 · Dame blanche sur case blanche d3 · Pion blanc sur case noire g3 · Fou blanc sur case noire b2 · Pion blanc sur case blanche c2 · Cavalier blanc sur case noire d2 · Tour blanche sur case noire f2 · Pion blanc sur case noire h2 · Roi blanc sur case noire g1 | Fou noir sur case noire d8 · Tour noire sur case blanche g8 · Roi noir sur case noire h8 · Pion noir sur case blanche h7 · Pion noir sur case blanche a6 · Pion noir sur case noire c5 · Fou noir sur case blanche d5 · Dame noire sur case noire e5 · Cavalier blanc sur case blanche f5 · Tour noire sur case noire g5 · Cavalier noir sur case blanche h5 · Pion blanc sur case blanche a4 · Pion noir sur case noire b4 · Pion noir sur case noire d4 · Tour blanche sur case noire f4 · Pion blanc sur case blanche b3 · Dame blanche sur case blanche d3 · Pion blanc sur case noire g3 · Fou blanc sur case noire b2 · Pion blanc sur case blanche c2 · Cavalier blanc sur case noire d2 · Tour blanche sur case noire f2 · Pion blanc sur case noire h2 · Roi blanc sur case noire g1 | Fou noir sur case noire d8 · Tour noire sur case blanche g8 · Roi noir sur case noire h8 · Pion noir sur case blanche h7 · Pion noir sur case blanche a6 · Pion noir sur case noire c5 · Fou noir sur case blanche d5 · Dame noire sur case noire e5 · Cavalier blanc sur case blanche f5 · Tour noire sur case noire g5 · Cavalier noir sur case blanche h5 · Pion blanc sur case blanche a4 · Pion noir sur case noire b4 · Pion noir sur case noire d4 · Tour blanche sur case noire f4 · Pion blanc sur case blanche b3 · Dame blanche sur case blanche d3 · Pion blanc sur case noire g3 · Fou blanc sur case noire b2 · Pion blanc sur case blanche c2 · Cavalier blanc sur case noire d2 · Tour blanche sur case noire f2 · Pion blanc sur case noire h2 · Roi blanc sur case noire g1 | 4 |
| 3 | Fou noir sur case noire d8 · Tour noire sur case blanche g8 · Roi noir sur case noire h8 · Pion noir sur case blanche h7 · Pion noir sur case blanche a6 · Pion noir sur case noire c5 · Fou noir sur case blanche d5 · Dame noire sur case noire e5 · Cavalier blanc sur case blanche f5 · Tour noire sur case noire g5 · Cavalier noir sur case blanche h5 · Pion blanc sur case blanche a4 · Pion noir sur case noire b4 · Pion noir sur case noire d4 · Tour blanche sur case noire f4 · Pion blanc sur case blanche b3 · Dame blanche sur case blanche d3 · Pion blanc sur case noire g3 · Fou blanc sur case noire b2 · Pion blanc sur case blanche c2 · Cavalier blanc sur case noire d2 · Tour blanche sur case noire f2 · Pion blanc sur case noire h2 · Roi blanc sur case noire g1 | Fou noir sur case noire d8 · Tour noire sur case blanche g8 · Roi noir sur case noire h8 · Pion noir sur case blanche h7 · Pion noir sur case blanche a6 · Pion noir sur case noire c5 · Fou noir sur case blanche d5 · Dame noire sur case noire e5 · Cavalier blanc sur case blanche f5 · Tour noire sur case noire g5 · Cavalier noir sur case blanche h5 · Pion blanc sur case blanche a4 · Pion noir sur case noire b4 · Pion noir sur case noire d4 · Tour blanche sur case noire f4 · Pion blanc sur case blanche b3 · Dame blanche sur case blanche d3 · Pion blanc sur case noire g3 · Fou blanc sur case noire b2 · Pion blanc sur case blanche c2 · Cavalier blanc sur case noire d2 · Tour blanche sur case noire f2 · Pion blanc sur case noire h2 · Roi blanc sur case noire g1 | Fou noir sur case noire d8 · Tour noire sur case blanche g8 · Roi noir sur case noire h8 · Pion noir sur case blanche h7 · Pion noir sur case blanche a6 · Pion noir sur case noire c5 · Fou noir sur case blanche d5 · Dame noire sur case noire e5 · Cavalier blanc sur case blanche f5 · Tour noire sur case noire g5 · Cavalier noir sur case blanche h5 · Pion blanc sur case blanche a4 · Pion noir sur case noire b4 · Pion noir sur case noire d4 · Tour blanche sur case noire f4 · Pion blanc sur case blanche b3 · Dame blanche sur case blanche d3 · Pion blanc sur case noire g3 · Fou blanc sur case noire b2 · Pion blanc sur case blanche c2 · Cavalier blanc sur case noire d2 · Tour blanche sur case noire f2 · Pion blanc sur case noire h2 · Roi blanc sur case noire g1 | Fou noir sur case noire d8 · Tour noire sur case blanche g8 · Roi noir sur case noire h8 · Pion noir sur case blanche h7 · Pion noir sur case blanche a6 · Pion noir sur case noire c5 · Fou noir sur case blanche d5 · Dame noire sur case noire e5 · Cavalier blanc sur case blanche f5 · Tour noire sur case noire g5 · Cavalier noir sur case blanche h5 · Pion blanc sur case blanche a4 · Pion noir sur case noire b4 · Pion noir sur case noire d4 · Tour blanche sur case noire f4 · Pion blanc sur case blanche b3 · Dame blanche sur case blanche d3 · Pion blanc sur case noire g3 · Fou blanc sur case noire b2 · Pion blanc sur case blanche c2 · Cavalier blanc sur case noire d2 · Tour blanche sur case noire f2 · Pion blanc sur case noire h2 · Roi blanc sur case noire g1 | Fou noir sur case noire d8 · Tour noire sur case blanche g8 · Roi noir sur case noire h8 · Pion noir sur case blanche h7 · Pion noir sur case blanche a6 · Pion noir sur case noire c5 · Fou noir sur case blanche d5 · Dame noire sur case noire e5 · Cavalier blanc sur case blanche f5 · Tour noire sur case noire g5 · Cavalier noir sur case blanche h5 · Pion blanc sur case blanche a4 · Pion noir sur case noire b4 · Pion noir sur case noire d4 · Tour blanche sur case noire f4 · Pion blanc sur case blanche b3 · Dame blanche sur case blanche d3 · Pion blanc sur case noire g3 · Fou blanc sur case noire b2 · Pion blanc sur case blanche c2 · Cavalier blanc sur case noire d2 · Tour blanche sur case noire f2 · Pion blanc sur case noire h2 · Roi blanc sur case noire g1 | Fou noir sur case noire d8 · Tour noire sur case blanche g8 · Roi noir sur case noire h8 · Pion noir sur case blanche h7 · Pion noir sur case blanche a6 · Pion noir sur case noire c5 · Fou noir sur case blanche d5 · Dame noire sur case noire e5 · Cavalier blanc sur case blanche f5 · Tour noire sur case noire g5 · Cavalier noir sur case blanche h5 · Pion blanc sur case blanche a4 · Pion noir sur case noire b4 · Pion noir sur case noire d4 · Tour blanche sur case noire f4 · Pion blanc sur case blanche b3 · Dame blanche sur case blanche d3 · Pion blanc sur case noire g3 · Fou blanc sur case noire b2 · Pion blanc sur case blanche c2 · Cavalier blanc sur case noire d2 · Tour blanche sur case noire f2 · Pion blanc sur case noire h2 · Roi blanc sur case noire g1 | Fou noir sur case noire d8 · Tour noire sur case blanche g8 · Roi noir sur case noire h8 · Pion noir sur case blanche h7 · Pion noir sur case blanche a6 · Pion noir sur case noire c5 · Fou noir sur case blanche d5 · Dame noire sur case noire e5 · Cavalier blanc sur case blanche f5 · Tour noire sur case noire g5 · Cavalier noir sur case blanche h5 · Pion blanc sur case blanche a4 · Pion noir sur case noire b4 · Pion noir sur case noire d4 · Tour blanche sur case noire f4 · Pion blanc sur case blanche b3 · Dame blanche sur case blanche d3 · Pion blanc sur case noire g3 · Fou blanc sur case noire b2 · Pion blanc sur case blanche c2 · Cavalier blanc sur case noire d2 · Tour blanche sur case noire f2 · Pion blanc sur case noire h2 · Roi blanc sur case noire g1 | Fou noir sur case noire d8 · Tour noire sur case blanche g8 · Roi noir sur case noire h8 · Pion noir sur case blanche h7 · Pion noir sur case blanche a6 · Pion noir sur case noire c5 · Fou noir sur case blanche d5 · Dame noire sur case noire e5 · Cavalier blanc sur case blanche f5 · Tour noire sur case noire g5 · Cavalier noir sur case blanche h5 · Pion blanc sur case blanche a4 · Pion noir sur case noire b4 · Pion noir sur case noire d4 · Tour blanche sur case noire f4 · Pion blanc sur case blanche b3 · Dame blanche sur case blanche d3 · Pion blanc sur case noire g3 · Fou blanc sur case noire b2 · Pion blanc sur case blanche c2 · Cavalier blanc sur case noire d2 · Tour blanche sur case noire f2 · Pion blanc sur case noire h2 · Roi blanc sur case noire g1 | 3 |
| 2 | Fou noir sur case noire d8 · Tour noire sur case blanche g8 · Roi noir sur case noire h8 · Pion noir sur case blanche h7 · Pion noir sur case blanche a6 · Pion noir sur case noire c5 · Fou noir sur case blanche d5 · Dame noire sur case noire e5 · Cavalier blanc sur case blanche f5 · Tour noire sur case noire g5 · Cavalier noir sur case blanche h5 · Pion blanc sur case blanche a4 · Pion noir sur case noire b4 · Pion noir sur case noire d4 · Tour blanche sur case noire f4 · Pion blanc sur case blanche b3 · Dame blanche sur case blanche d3 · Pion blanc sur case noire g3 · Fou blanc sur case noire b2 · Pion blanc sur case blanche c2 · Cavalier blanc sur case noire d2 · Tour blanche sur case noire f2 · Pion blanc sur case noire h2 · Roi blanc sur case noire g1 | Fou noir sur case noire d8 · Tour noire sur case blanche g8 · Roi noir sur case noire h8 · Pion noir sur case blanche h7 · Pion noir sur case blanche a6 · Pion noir sur case noire c5 · Fou noir sur case blanche d5 · Dame noire sur case noire e5 · Cavalier blanc sur case blanche f5 · Tour noire sur case noire g5 · Cavalier noir sur case blanche h5 · Pion blanc sur case blanche a4 · Pion noir sur case noire b4 · Pion noir sur case noire d4 · Tour blanche sur case noire f4 · Pion blanc sur case blanche b3 · Dame blanche sur case blanche d3 · Pion blanc sur case noire g3 · Fou blanc sur case noire b2 · Pion blanc sur case blanche c2 · Cavalier blanc sur case noire d2 · Tour blanche sur case noire f2 · Pion blanc sur case noire h2 · Roi blanc sur case noire g1 | Fou noir sur case noire d8 · Tour noire sur case blanche g8 · Roi noir sur case noire h8 · Pion noir sur case blanche h7 · Pion noir sur case blanche a6 · Pion noir sur case noire c5 · Fou noir sur case blanche d5 · Dame noire sur case noire e5 · Cavalier blanc sur case blanche f5 · Tour noire sur case noire g5 · Cavalier noir sur case blanche h5 · Pion blanc sur case blanche a4 · Pion noir sur case noire b4 · Pion noir sur case noire d4 · Tour blanche sur case noire f4 · Pion blanc sur case blanche b3 · Dame blanche sur case blanche d3 · Pion blanc sur case noire g3 · Fou blanc sur case noire b2 · Pion blanc sur case blanche c2 · Cavalier blanc sur case noire d2 · Tour blanche sur case noire f2 · Pion blanc sur case noire h2 · Roi blanc sur case noire g1 | Fou noir sur case noire d8 · Tour noire sur case blanche g8 · Roi noir sur case noire h8 · Pion noir sur case blanche h7 · Pion noir sur case blanche a6 · Pion noir sur case noire c5 · Fou noir sur case blanche d5 · Dame noire sur case noire e5 · Cavalier blanc sur case blanche f5 · Tour noire sur case noire g5 · Cavalier noir sur case blanche h5 · Pion blanc sur case blanche a4 · Pion noir sur case noire b4 · Pion noir sur case noire d4 · Tour blanche sur case noire f4 · Pion blanc sur case blanche b3 · Dame blanche sur case blanche d3 · Pion blanc sur case noire g3 · Fou blanc sur case noire b2 · Pion blanc sur case blanche c2 · Cavalier blanc sur case noire d2 · Tour blanche sur case noire f2 · Pion blanc sur case noire h2 · Roi blanc sur case noire g1 | Fou noir sur case noire d8 · Tour noire sur case blanche g8 · Roi noir sur case noire h8 · Pion noir sur case blanche h7 · Pion noir sur case blanche a6 · Pion noir sur case noire c5 · Fou noir sur case blanche d5 · Dame noire sur case noire e5 · Cavalier blanc sur case blanche f5 · Tour noire sur case noire g5 · Cavalier noir sur case blanche h5 · Pion blanc sur case blanche a4 · Pion noir sur case noire b4 · Pion noir sur case noire d4 · Tour blanche sur case noire f4 · Pion blanc sur case blanche b3 · Dame blanche sur case blanche d3 · Pion blanc sur case noire g3 · Fou blanc sur case noire b2 · Pion blanc sur case blanche c2 · Cavalier blanc sur case noire d2 · Tour blanche sur case noire f2 · Pion blanc sur case noire h2 · Roi blanc sur case noire g1 | Fou noir sur case noire d8 · Tour noire sur case blanche g8 · Roi noir sur case noire h8 · Pion noir sur case blanche h7 · Pion noir sur case blanche a6 · Pion noir sur case noire c5 · Fou noir sur case blanche d5 · Dame noire sur case noire e5 · Cavalier blanc sur case blanche f5 · Tour noire sur case noire g5 · Cavalier noir sur case blanche h5 · Pion blanc sur case blanche a4 · Pion noir sur case noire b4 · Pion noir sur case noire d4 · Tour blanche sur case noire f4 · Pion blanc sur case blanche b3 · Dame blanche sur case blanche d3 · Pion blanc sur case noire g3 · Fou blanc sur case noire b2 · Pion blanc sur case blanche c2 · Cavalier blanc sur case noire d2 · Tour blanche sur case noire f2 · Pion blanc sur case noire h2 · Roi blanc sur case noire g1 | Fou noir sur case noire d8 · Tour noire sur case blanche g8 · Roi noir sur case noire h8 · Pion noir sur case blanche h7 · Pion noir sur case blanche a6 · Pion noir sur case noire c5 · Fou noir sur case blanche d5 · Dame noire sur case noire e5 · Cavalier blanc sur case blanche f5 · Tour noire sur case noire g5 · Cavalier noir sur case blanche h5 · Pion blanc sur case blanche a4 · Pion noir sur case noire b4 · Pion noir sur case noire d4 · Tour blanche sur case noire f4 · Pion blanc sur case blanche b3 · Dame blanche sur case blanche d3 · Pion blanc sur case noire g3 · Fou blanc sur case noire b2 · Pion blanc sur case blanche c2 · Cavalier blanc sur case noire d2 · Tour blanche sur case noire f2 · Pion blanc sur case noire h2 · Roi blanc sur case noire g1 | Fou noir sur case noire d8 · Tour noire sur case blanche g8 · Roi noir sur case noire h8 · Pion noir sur case blanche h7 · Pion noir sur case blanche a6 · Pion noir sur case noire c5 · Fou noir sur case blanche d5 · Dame noire sur case noire e5 · Cavalier blanc sur case blanche f5 · Tour noire sur case noire g5 · Cavalier noir sur case blanche h5 · Pion blanc sur case blanche a4 · Pion noir sur case noire b4 · Pion noir sur case noire d4 · Tour blanche sur case noire f4 · Pion blanc sur case blanche b3 · Dame blanche sur case blanche d3 · Pion blanc sur case noire g3 · Fou blanc sur case noire b2 · Pion blanc sur case blanche c2 · Cavalier blanc sur case noire d2 · Tour blanche sur case noire f2 · Pion blanc sur case noire h2 · Roi blanc sur case noire g1 | 2 |
| 1 | Fou noir sur case noire d8 · Tour noire sur case blanche g8 · Roi noir sur case noire h8 · Pion noir sur case blanche h7 · Pion noir sur case blanche a6 · Pion noir sur case noire c5 · Fou noir sur case blanche d5 · Dame noire sur case noire e5 · Cavalier blanc sur case blanche f5 · Tour noire sur case noire g5 · Cavalier noir sur case blanche h5 · Pion blanc sur case blanche a4 · Pion noir sur case noire b4 · Pion noir sur case noire d4 · Tour blanche sur case noire f4 · Pion blanc sur case blanche b3 · Dame blanche sur case blanche d3 · Pion blanc sur case noire g3 · Fou blanc sur case noire b2 · Pion blanc sur case blanche c2 · Cavalier blanc sur case noire d2 · Tour blanche sur case noire f2 · Pion blanc sur case noire h2 · Roi blanc sur case noire g1 | Fou noir sur case noire d8 · Tour noire sur case blanche g8 · Roi noir sur case noire h8 · Pion noir sur case blanche h7 · Pion noir sur case blanche a6 · Pion noir sur case noire c5 · Fou noir sur case blanche d5 · Dame noire sur case noire e5 · Cavalier blanc sur case blanche f5 · Tour noire sur case noire g5 · Cavalier noir sur case blanche h5 · Pion blanc sur case blanche a4 · Pion noir sur case noire b4 · Pion noir sur case noire d4 · Tour blanche sur case noire f4 · Pion blanc sur case blanche b3 · Dame blanche sur case blanche d3 · Pion blanc sur case noire g3 · Fou blanc sur case noire b2 · Pion blanc sur case blanche c2 · Cavalier blanc sur case noire d2 · Tour blanche sur case noire f2 · Pion blanc sur case noire h2 · Roi blanc sur case noire g1 | Fou noir sur case noire d8 · Tour noire sur case blanche g8 · Roi noir sur case noire h8 · Pion noir sur case blanche h7 · Pion noir sur case blanche a6 · Pion noir sur case noire c5 · Fou noir sur case blanche d5 · Dame noire sur case noire e5 · Cavalier blanc sur case blanche f5 · Tour noire sur case noire g5 · Cavalier noir sur case blanche h5 · Pion blanc sur case blanche a4 · Pion noir sur case noire b4 · Pion noir sur case noire d4 · Tour blanche sur case noire f4 · Pion blanc sur case blanche b3 · Dame blanche sur case blanche d3 · Pion blanc sur case noire g3 · Fou blanc sur case noire b2 · Pion blanc sur case blanche c2 · Cavalier blanc sur case noire d2 · Tour blanche sur case noire f2 · Pion blanc sur case noire h2 · Roi blanc sur case noire g1 | Fou noir sur case noire d8 · Tour noire sur case blanche g8 · Roi noir sur case noire h8 · Pion noir sur case blanche h7 · Pion noir sur case blanche a6 · Pion noir sur case noire c5 · Fou noir sur case blanche d5 · Dame noire sur case noire e5 · Cavalier blanc sur case blanche f5 · Tour noire sur case noire g5 · Cavalier noir sur case blanche h5 · Pion blanc sur case blanche a4 · Pion noir sur case noire b4 · Pion noir sur case noire d4 · Tour blanche sur case noire f4 · Pion blanc sur case blanche b3 · Dame blanche sur case blanche d3 · Pion blanc sur case noire g3 · Fou blanc sur case noire b2 · Pion blanc sur case blanche c2 · Cavalier blanc sur case noire d2 · Tour blanche sur case noire f2 · Pion blanc sur case noire h2 · Roi blanc sur case noire g1 | Fou noir sur case noire d8 · Tour noire sur case blanche g8 · Roi noir sur case noire h8 · Pion noir sur case blanche h7 · Pion noir sur case blanche a6 · Pion noir sur case noire c5 · Fou noir sur case blanche d5 · Dame noire sur case noire e5 · Cavalier blanc sur case blanche f5 · Tour noire sur case noire g5 · Cavalier noir sur case blanche h5 · Pion blanc sur case blanche a4 · Pion noir sur case noire b4 · Pion noir sur case noire d4 · Tour blanche sur case noire f4 · Pion blanc sur case blanche b3 · Dame blanche sur case blanche d3 · Pion blanc sur case noire g3 · Fou blanc sur case noire b2 · Pion blanc sur case blanche c2 · Cavalier blanc sur case noire d2 · Tour blanche sur case noire f2 · Pion blanc sur case noire h2 · Roi blanc sur case noire g1 | Fou noir sur case noire d8 · Tour noire sur case blanche g8 · Roi noir sur case noire h8 · Pion noir sur case blanche h7 · Pion noir sur case blanche a6 · Pion noir sur case noire c5 · Fou noir sur case blanche d5 · Dame noire sur case noire e5 · Cavalier blanc sur case blanche f5 · Tour noire sur case noire g5 · Cavalier noir sur case blanche h5 · Pion blanc sur case blanche a4 · Pion noir sur case noire b4 · Pion noir sur case noire d4 · Tour blanche sur case noire f4 · Pion blanc sur case blanche b3 · Dame blanche sur case blanche d3 · Pion blanc sur case noire g3 · Fou blanc sur case noire b2 · Pion blanc sur case blanche c2 · Cavalier blanc sur case noire d2 · Tour blanche sur case noire f2 · Pion blanc sur case noire h2 · Roi blanc sur case noire g1 | Fou noir sur case noire d8 · Tour noire sur case blanche g8 · Roi noir sur case noire h8 · Pion noir sur case blanche h7 · Pion noir sur case blanche a6 · Pion noir sur case noire c5 · Fou noir sur case blanche d5 · Dame noire sur case noire e5 · Cavalier blanc sur case blanche f5 · Tour noire sur case noire g5 · Cavalier noir sur case blanche h5 · Pion blanc sur case blanche a4 · Pion noir sur case noire b4 · Pion noir sur case noire d4 · Tour blanche sur case noire f4 · Pion blanc sur case blanche b3 · Dame blanche sur case blanche d3 · Pion blanc sur case noire g3 · Fou blanc sur case noire b2 · Pion blanc sur case blanche c2 · Cavalier blanc sur case noire d2 · Tour blanche sur case noire f2 · Pion blanc sur case noire h2 · Roi blanc sur case noire g1 | Fou noir sur case noire d8 · Tour noire sur case blanche g8 · Roi noir sur case noire h8 · Pion noir sur case blanche h7 · Pion noir sur case blanche a6 · Pion noir sur case noire c5 · Fou noir sur case blanche d5 · Dame noire sur case noire e5 · Cavalier blanc sur case blanche f5 · Tour noire sur case noire g5 · Cavalier noir sur case blanche h5 · Pion blanc sur case blanche a4 · Pion noir sur case noire b4 · Pion noir sur case noire d4 · Tour blanche sur case noire f4 · Pion blanc sur case blanche b3 · Dame blanche sur case blanche d3 · Pion blanc sur case noire g3 · Fou blanc sur case noire b2 · Pion blanc sur case blanche c2 · Cavalier blanc sur case noire d2 · Tour blanche sur case noire f2 · Pion blanc sur case noire h2 · Roi blanc sur case noire g1 | 1 |
|   | a | b | c | d | e | f | g | h |   |

(Position de gauche) Les noirs semblent en sécurité, car leur dame empêche Db7+ (suivi de Rxa5 Ta1#), et la tour en c8 protège contre Txc5#. Tarrasch a joué l'ingénieux coup d'interférence 31. Fc7! (nommée interception Plachutta, car les deux pièces se déplacent orthogonalement). Ce coup annule les deux protections, et toute pièce capturant le fou sera surchargée. Si 31. ..Txc7, la tour est surchargée, devant protéger les deux cases clés, et la dame ne peut plus accéder à b7. Ainsi, les blancs peuvent jouer 32. Db7+ Txb7, détournant la tour de la défense de c5, permettant ensuite 33. Txc5#, mais si les noirs jouent à la place 31. ..Dxc7, la dame empêche la défense de la tour sur c5 et devient surchargée : 32. Txc5+ Dxc5 détourne la dame de la défense de b7, permettant 33. Db7+ Rxa5 34. Ta1#. Les noirs abandonnent après ce coup (partie de Tarrasch contre Davide Marotti, E. Napoli, de Simone et del Giudice, Naples, 1914).
(Position de droite) Tarrasch n'a pas très bien joué pendant cette partie, et son adversaire a le dessus sur lui depuis un long moment, mais il se rachète par la combinaison suivante :
34. Txd4 semble évident, car 34. ..cxd4 permet 35. Fxd4, gagnant la dame, mais les noirs semblent avoir une puissante contre-attaque : 34. ..Cxg3 35. Cxg3 Txg3+ 36. hxg3 Txg3+ 37. Rf1! Txd3. L'effrayant 38. Tg4!! met un terme à leurs espoirs avec les menaces dévastatrices de 39. Tf8+ matant et de Fxe5 suivi de cxd3. Les noirs abandonnent (tournoi d'Hastings 1895).